# Chiyoda
Pour les articles homonymes, voir Chiyoda (homonymie).
Chiyoda (千代田区, Chiyoda-ku) est un des vingt-trois arrondissements spéciaux (特別区, tokubetsu-ku) de Tokyo, créés le 15 mars 1947 pour réorganiser l'ancienne municipalité dissoute. Chiyoda est souvent considérée comme le centre politique et économique de Tokyo et du Japon.

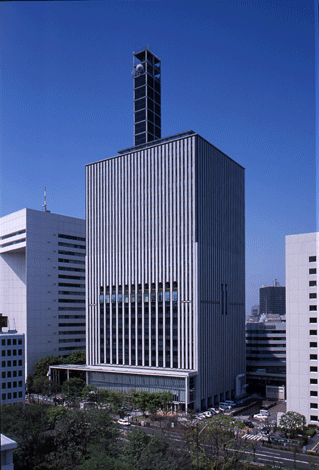
Gratte-ciel abritant la mairie de Chiyoda.

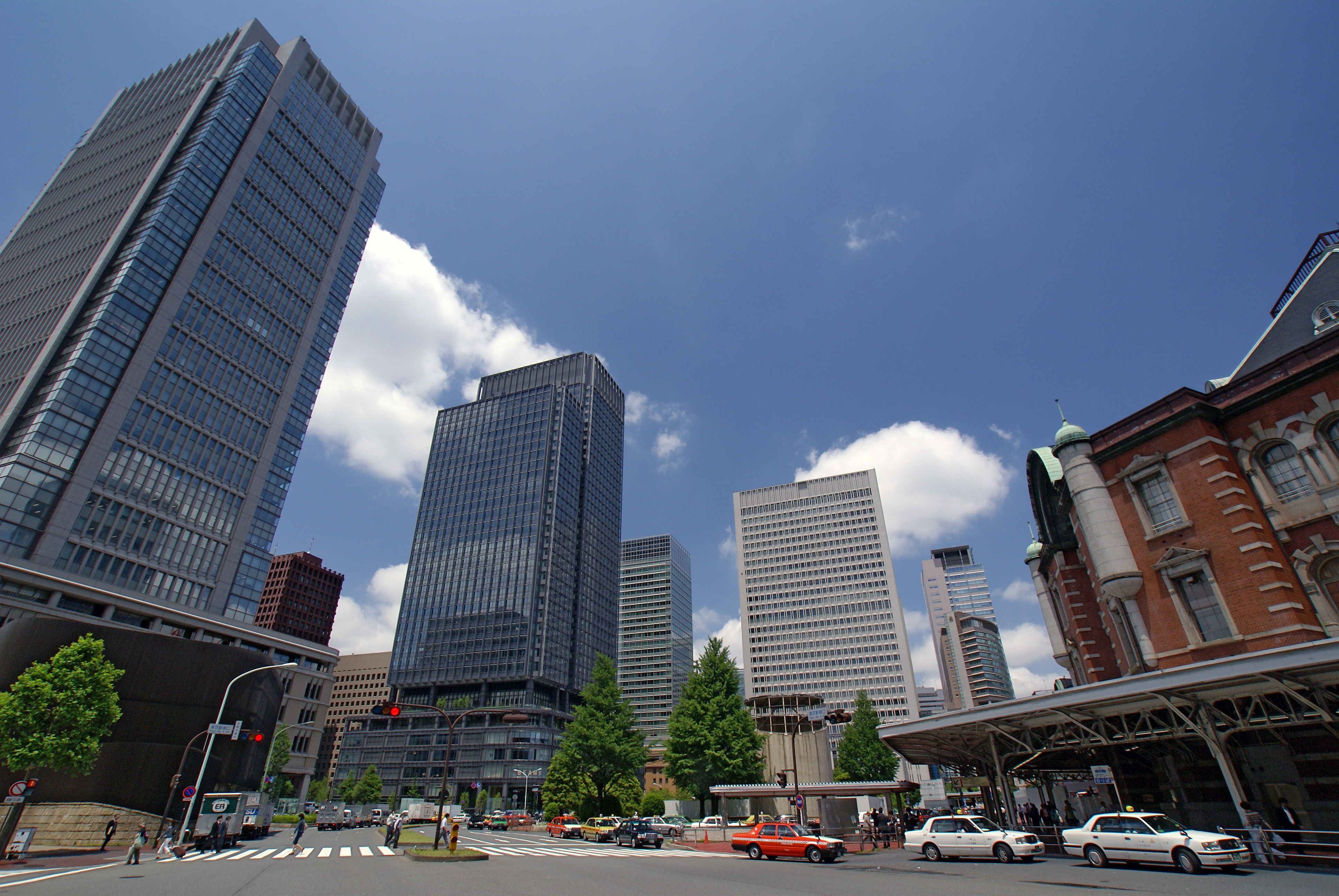
Quartier de Marunouchi.

L'arrondissement se situe dans l'hypercentre de Tokyo, autour du palais impérial, il renferme la plupart des hauts lieux de la politique japonaise : le Parlement, la résidence du Premier ministre, la cour suprême, ainsi que de nombreux ministères et bâtiments administratifs.
Le sanctuaire de Yasukuni destiné à rendre hommage à quiconque « ayant donné sa vie au nom de l'empereur du Japon » se trouve également sur son territoire. Par ailleurs, il comprend de nombreux sièges sociaux et des banques. Il y a également du côté ouest du palais des quartiers résidentiels de prestige, notamment Bancho, Kudanminami, Kudankita ou bien Kojimachi. De nombreux hôtels de luxe sont sur l'arrondissement : l'Hôtel impérial, The Peninsula Tokyo, Hoshinoya Tokyo (en), Shangri-la Tokyo, Tokyo Station Hotel (ja), Palace Hotel (en), Four Seasons Hotel Tokyo.
L'arrondissement est aisé : le revenu médian annuel pour les foyers constitués d'un couple avec enfants s'élève à 11,6 millions de yens, plaçant l'arrondissement en première position dans les municipalités du Grand Tokyo et seconde par le salaire moyen annuel de 11 millions de yens. Elle est aussi la première municipalité du Japon par le nombre de grandes entreprises et la deuxième par le prix du mètre carré de terrain. Chiyoda est premier par le nombre de personnes qui y travaillent : 1,1 millions de personnes travaillent dans l'arrondissement.
Au 1er juin 2020, la population de Chiyoda s'élevait à 66 575 habitants. Sa superficie est de 11,66 km2, ce qui en fait l'arrondissement le plus petit et le moins peuplé autant en valeur absolue qu'en densité.

## Quartiers

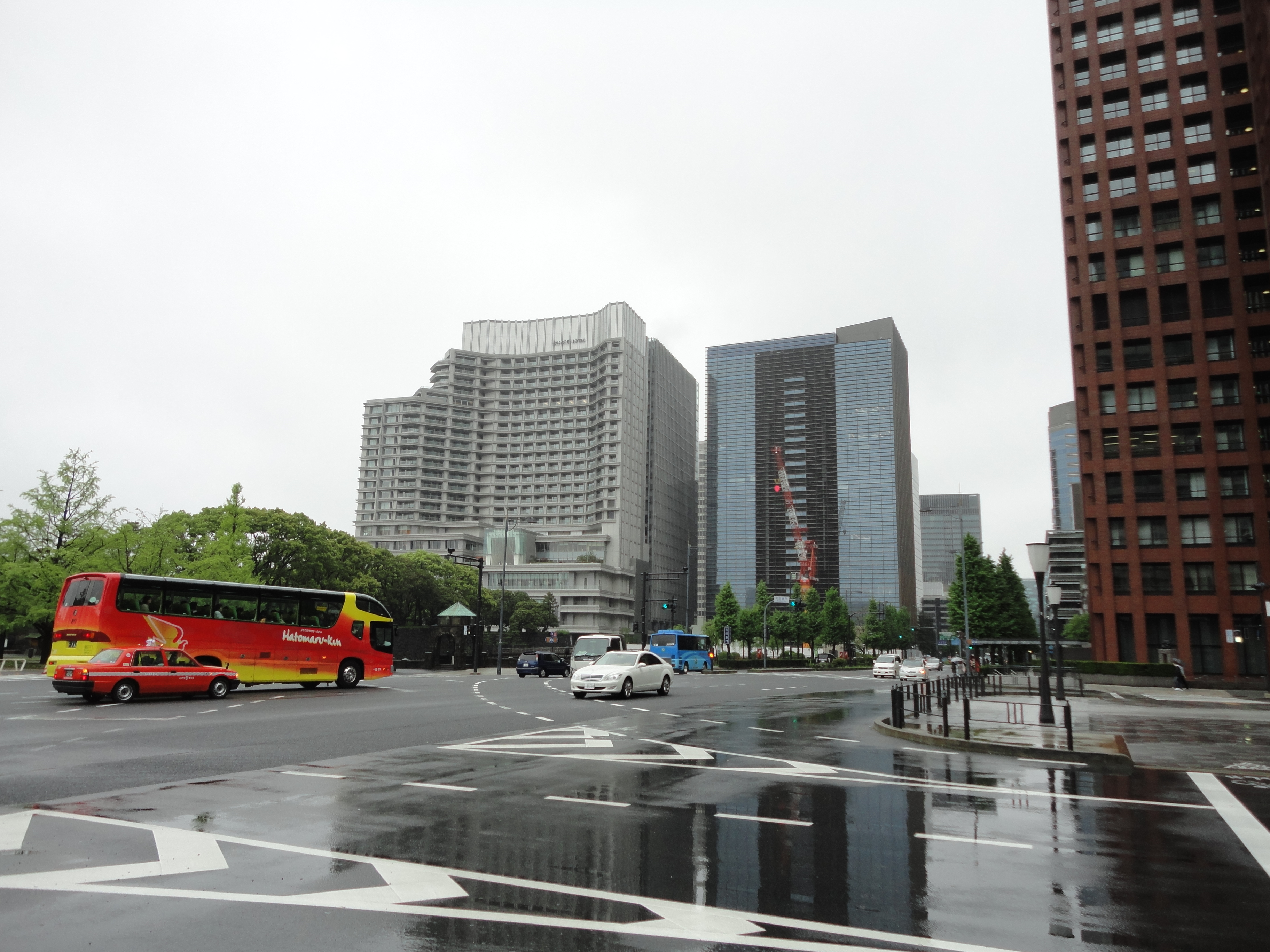
Quartier de Marunouchi.

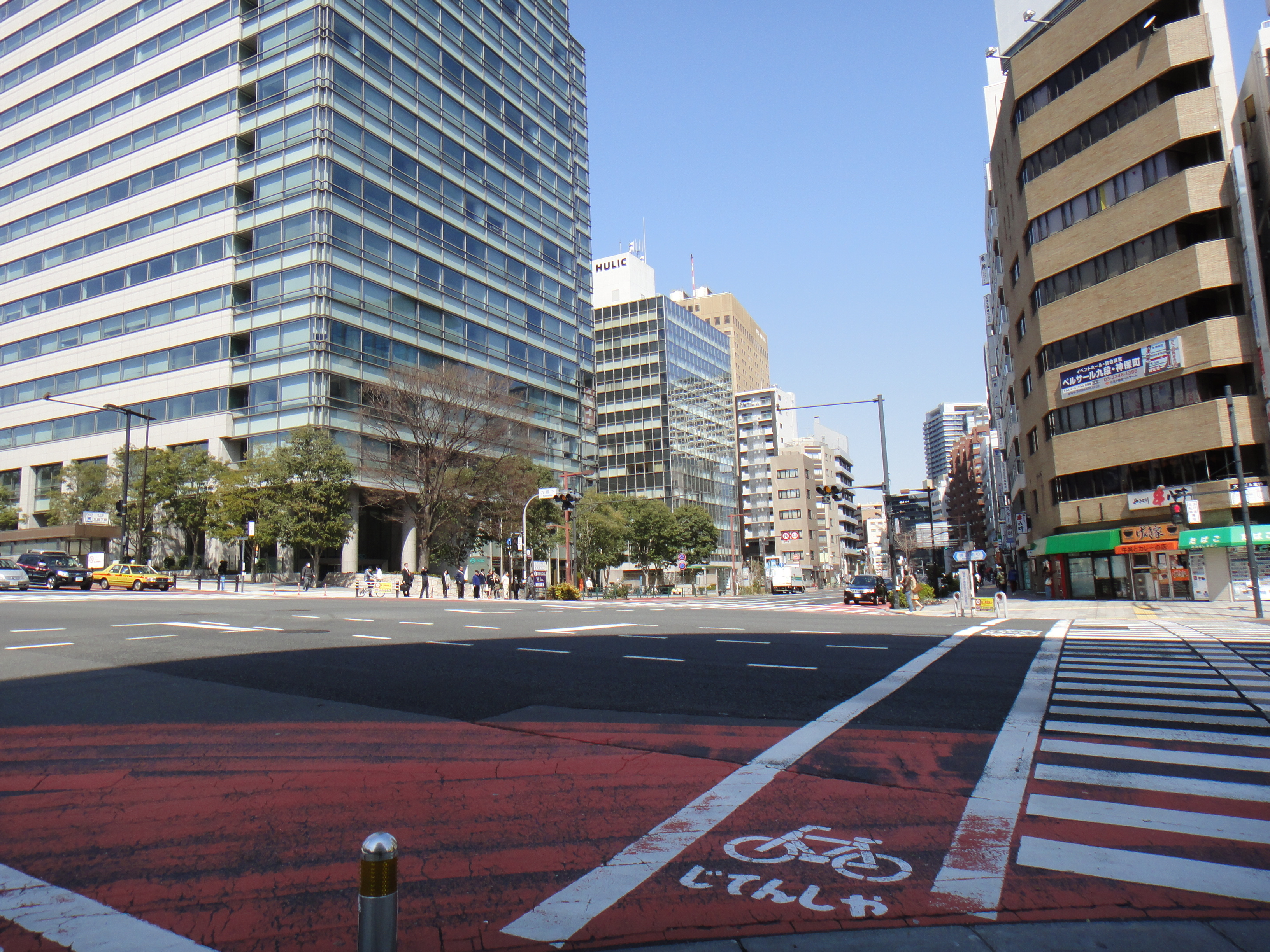
Intersection dans le quartier de Kudan.

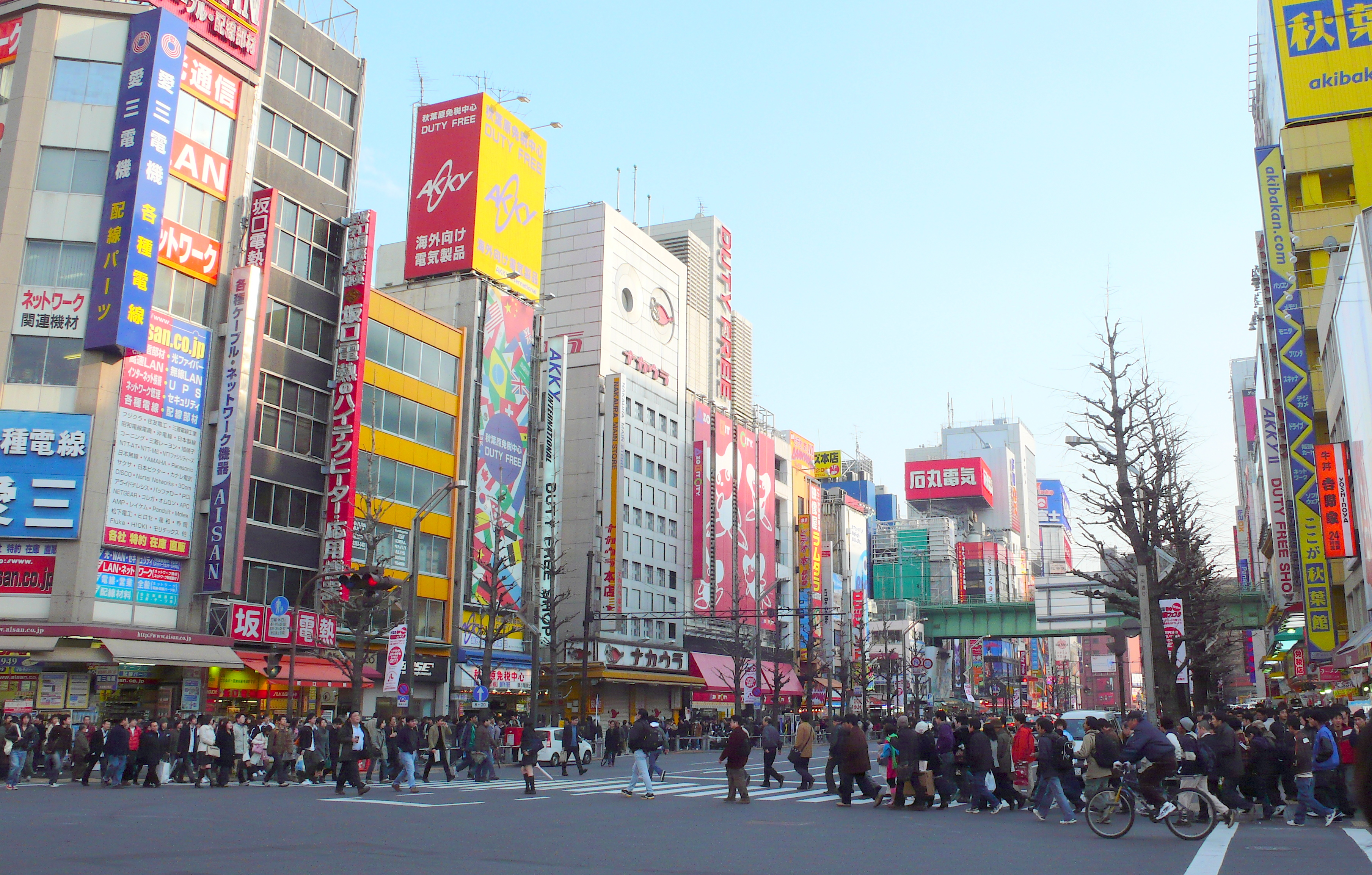
Akihabara en 2007.

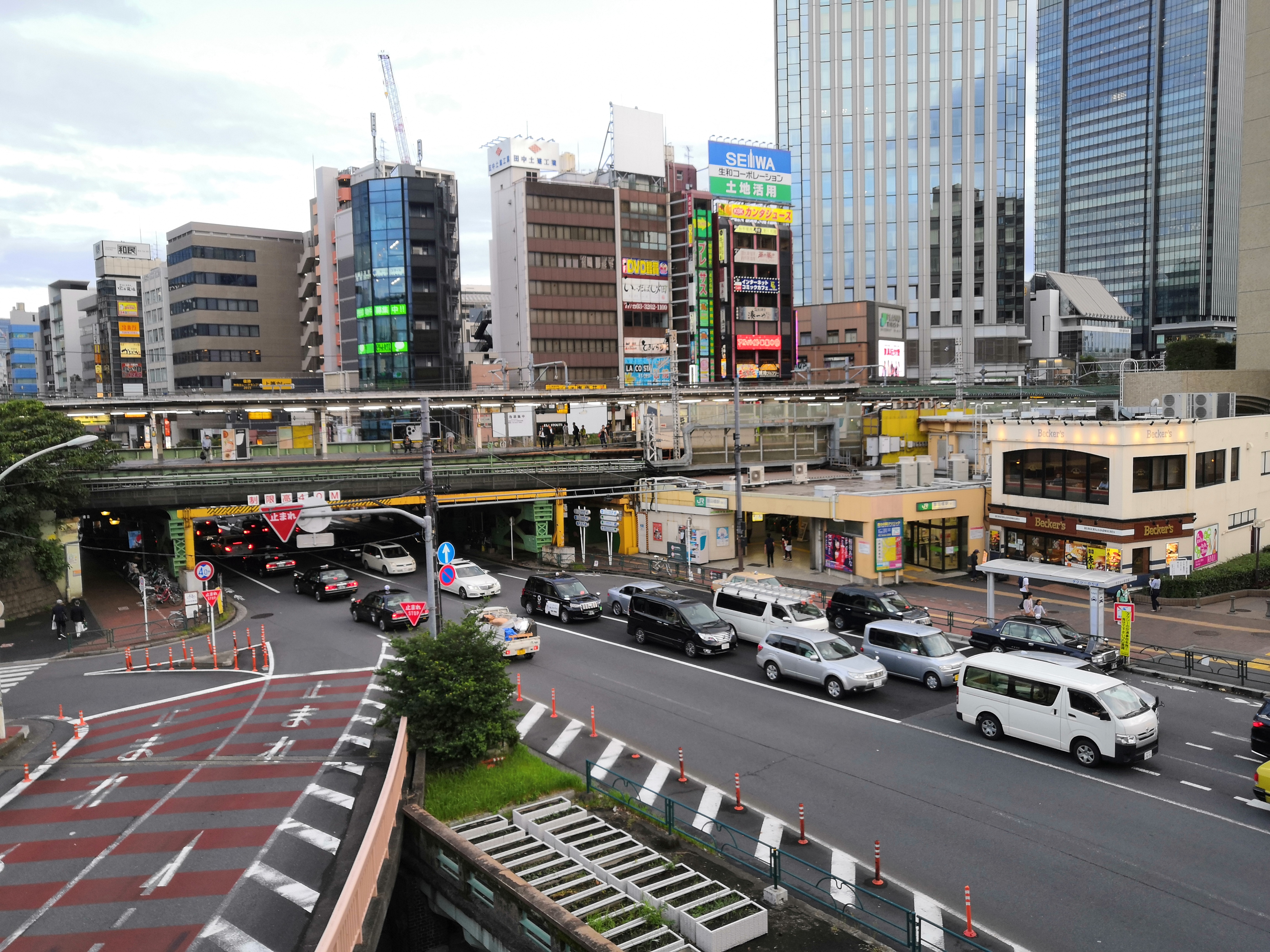
Vue du quartier d'Iidabashi depuis une passerelle pour piétons.

Chiyoda est issu de la fusion des anciens arrondissements de Kanda et Kōjimachi.
- Akihabara (administrativement il existe un quartier Akihabara dans Taitō) dans le nord de l'arrondissement. On y trouve de très nombreuses boutiques d'électronique dont la Yodobashi Camera Multimedia ainsi que de nombreux magasins sur le thème des animes et des mangas.
- Marunouchi : quartier d'affaires luxueux, c'est ici que la gare de Tokyo se situe. Il y a également des centres commerciaux, des boutiques et restaurants haut de gamme, le centre d'expositions Tokyo International Forum, l'hôtel de luxe Shangri-la Tokyo, le Palace Hôtel (en) et la Tokyo Station Hotel et le musée Mitsubishi Ichigokan.
- Chiyoda : le quartier de Chiyoda, dans l'arrondissement du même nom, est le site du palais impérial (dont l'adresse est 1-1 Chiyoda, Chiyoda).
- Kōjimachi : ancien quartier de marchands le long de la Koshu-Kaido, désormais avenue Shinjuku-dori. La fonction actuelle du quartier est résidentielle et loge une partie de la bourgeoisie japonaise[8].
- Nagata-chō : quartier administratif avec le parlement, la résidence du Premier ministre et quelques ministères.
- Kasumigaseki : quartier administratif avec le siège de la police métropolitaine de Tokyo.
- Sakuradamon : quartier administratif avec le ministère de la Justice.
- Otemachi : quartier d'affaires avec de nombreux commerces et l'hôtel Hoshinoya.
- Yūrakuchō : quartier mitoyen du quartier de Ginza, avec de nombreux sièges sociaux, commerces et l'hôtel Peninsula Tokyo.
- Fujimi : anciennement intégré à Bancho, le lycée français international de Tokyo était dans le quartier avant son déménagement en 2012.
- Iidabashi : quartier réputé pour être français.
- Kudanminami (en) et Kudankita (en) : ces deux quartiers voisins sont souvent appelées par leur diminutif, « Kudan ». Ce sont des quartiers résidentiels bourgeois[9]. Ce sont également des quartiers d'affaires voisins d'Iidabashi qui abritent quelques sièges sociaux, la mairie de Chiyoda, le sanctuaire de Yasukuni et le centre des finances publiques de Tokyo[10]. On y trouve également des écoles de renom : Gyosei (ja)[11], Shirayuri (ja)[12].
- Banchō, décomposé en six quartiers (Ichibanchō à Rokubanchō) : anciens quartiers de résidence des gardes hatamoto du château du shogun, désormais résidentiels. Y est située l'école primaire de Banchō (ja) et la douve Chidorigafuchi (ja).
- Hibiya : quartier d'affaires avec de nombreuses boutiques haut de gamme et le centre commercial Tokyo Midtown Hibiya (en).
- Jinbōchō : quartier latin de Tokyo avec de nombreuses librairies et quelques campus universitaires.
- Hitotsubashi (en) : quartier voisin de Jinbōchō, avec de nombreux sièges sociaux de maisons d'édition.
- Ogawamachi : quartier avec de nombreux magasins de sport.
- Uchisawaicho : c'est dans ce quartier que se situe l'Hôtel impérial.
- Kanda, administrativement divisé en une trentaine de quartiers. Quartier avec de nombreux sièges sociaux, de restaurants et bars traditionnels, les izakaya.
- Ochanomizu : quartier résidentiel avec une population aisée et quelques magasins de matériel musical.
- Misakichō (en) : minuscule quartier avec une multitude d'izakaya, de restaurants et des bureaux.
- Kioichō (ja) : quartier d'affaires avec le centre commercial Tokyo Garden Terrace Kioichō.
- Hayabusacho (en) : la cour suprême du Japon se situe dans le quartier.

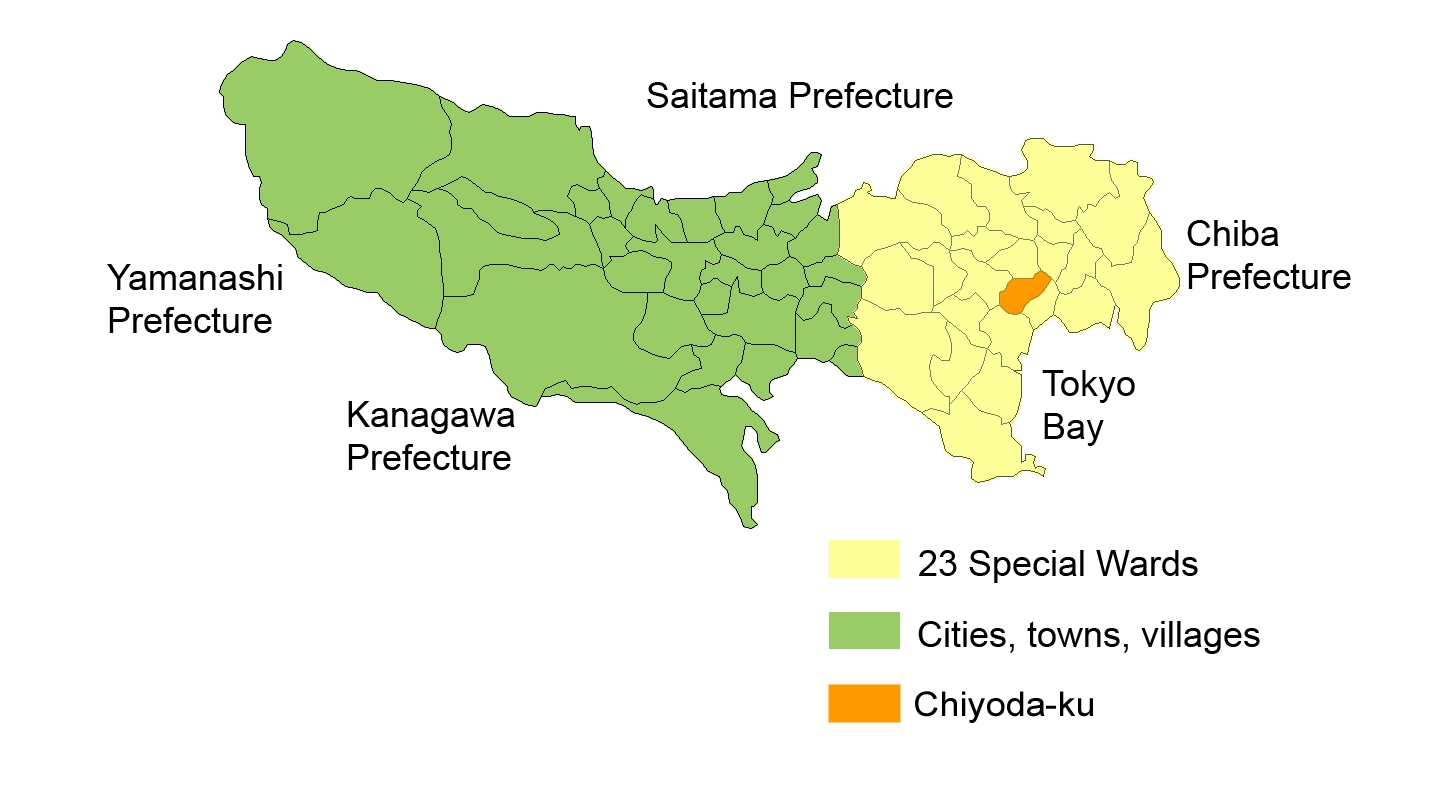
Situation géographique de Chiyoda dans la préfecture de Tokyo.

- Hirakawacho (en) : quartier mixte.

## Situation géographique et arrondissements limitrophes
Chiyoda se situe dans l'hypercentre de Tokyo. La ville est limitrophe avec cinq arrondissements de Tokyo :
- Taito au nord-est ;
- Chuo à l'est ;
- Minato au sud ;
- Shinjuku au nord-ouest ;
- Bunkyo au nord.

L'arrondissement est dans la préfecture de Tokyo. L'arrondissement fait partie des trois arrondissements de l'hypercentre (avec Chuo et Minato).

## Économie et revenus de la population

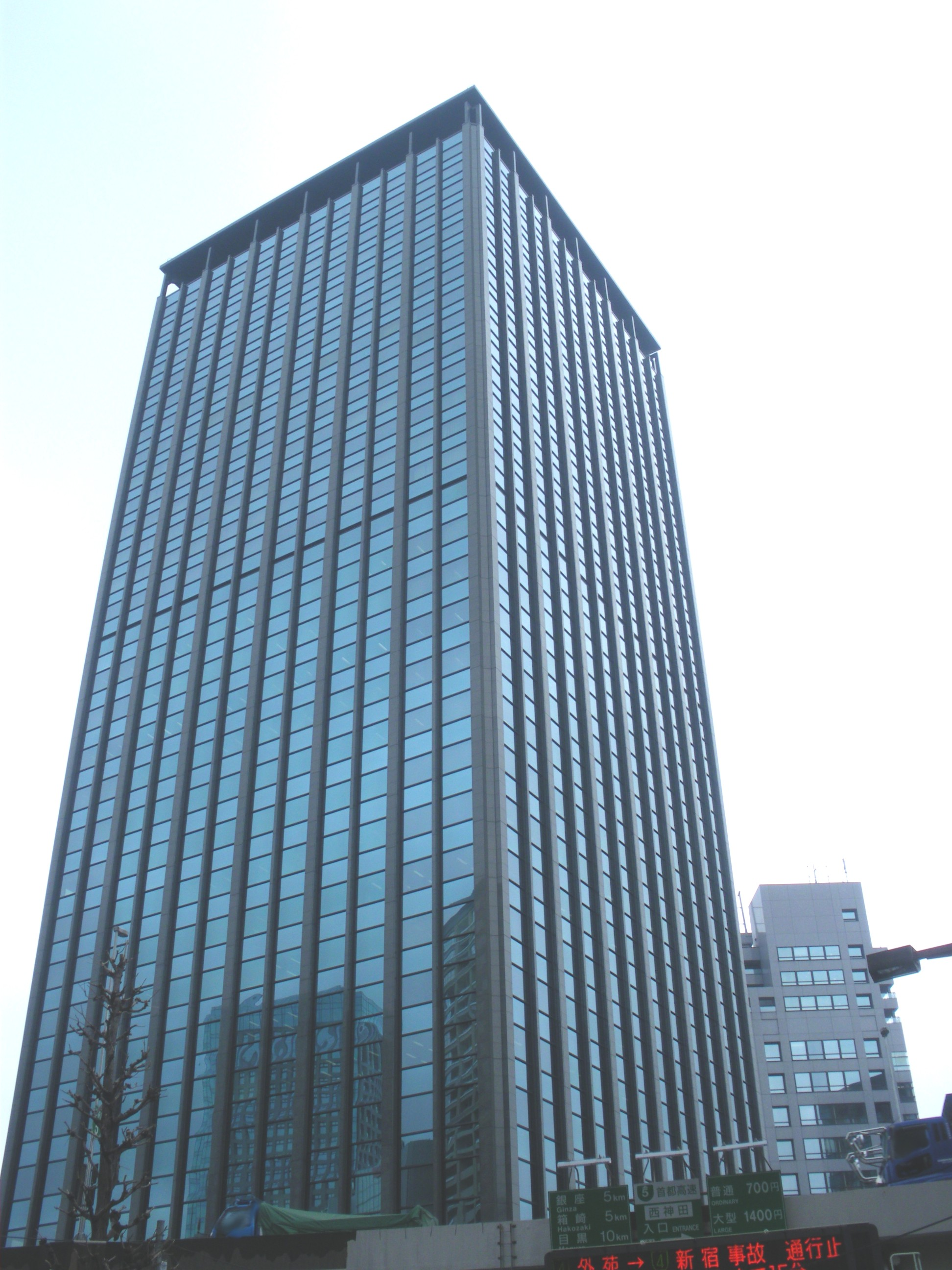
La tour Chiyoda (immeuble résidentiel haut-standing).

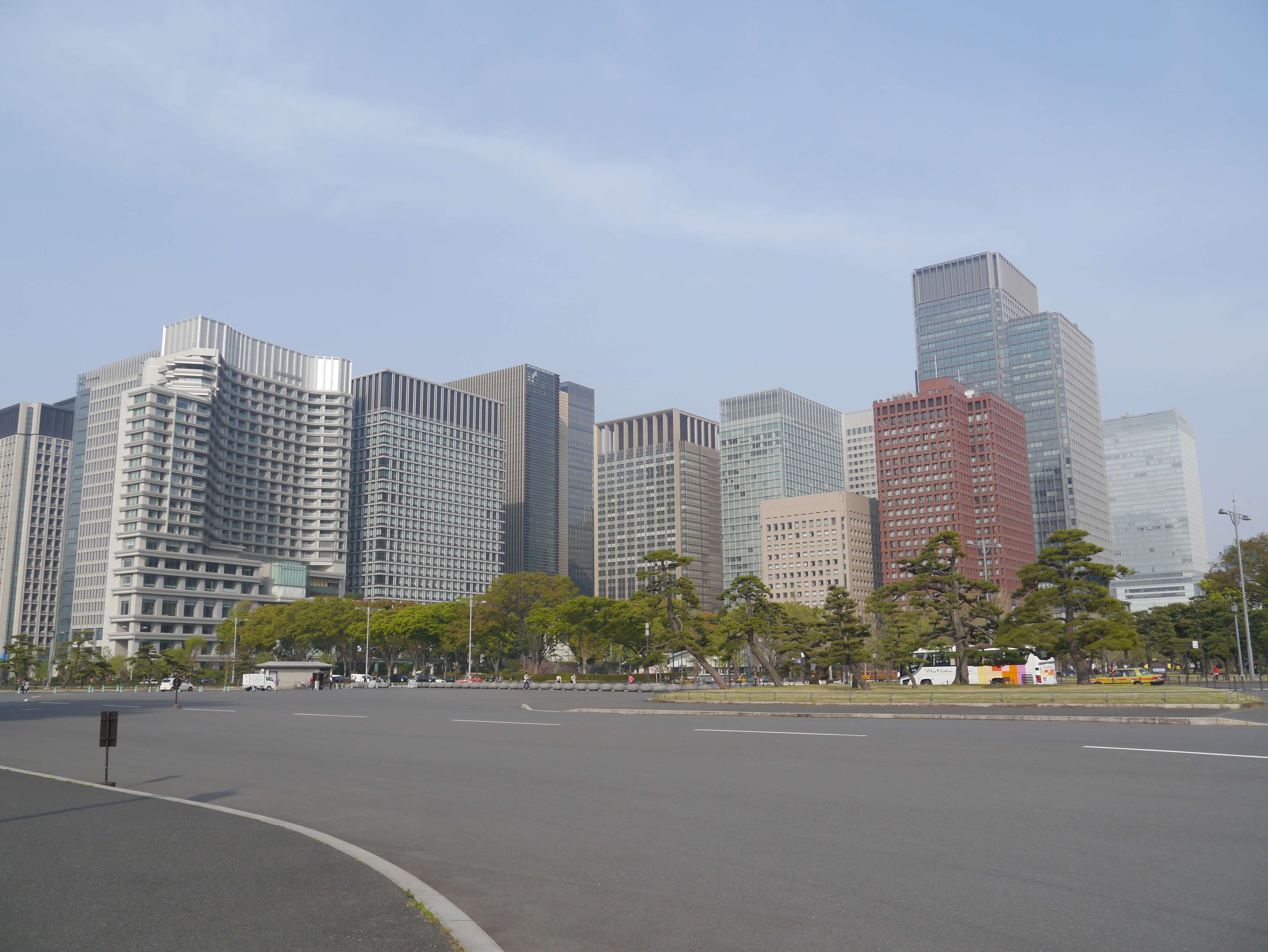
Quartier de Marunouchi.

Chiyoda abrite de nombreux sièges sociaux de grandes entreprises japonaises. Cinq sièges sociaux des dix plus grandes entreprises japonaises et douze des vingt plus grandes entreprises par le chiffre d'affaires sont situées dans Chiyoda. Dix-neuf entreprises du Fortune 500 siègent à Chiyoda.
Plusieurs entreprises notables ont leur siège social dans l'arrondissement de Chiyoda :
- Mitsubishi Corporation, deuxième du Japon ;
- Japon Post, quatrième entreprise du Japon ;
- Nippon Telegraph and Telephone, cinquième entreprise du Japon ;
- JXTG Holdings, septième du Japon ;
- Hitachi, neuvième du Japon ;
- Mitsui & Co, douzième du Japon ;
- Seven & I Holdings, treizième du Japon ;
- Mitsubushi UFG Financial Group, quinzième du Japon ;
- Tepco, seizième du Japon ;
- Nippon Steel & Sumitomo Metal, dix-septième du Japon ;
- Sumitomo Mitsui Financial Group, dix-huitième du Japon ;
- Tokio Marine Holdings, vingtième du Japon.

Les grandes entreprises ayant leurs sièges sociaux à Chiyoda produiraient au moins 23 % du PIB du Japon. Chiyoda est la première municipalité du Japon par le nombre de grandes entreprises. L'arrondissement compte 35 566 sièges sociaux et de bureaux et 985 865 personnes travaillent dans l'arrondissement.
Quelque 8,62 % des habitants de l'arrondissement sont des entrepreneurs.

### Revenus de la population
L'arrondissement est la première municipalité du Grand Tokyo pour le salaire annuel médian des couples avec enfants, celui-ci s'élève à 11,6 millions de yens. C’est la seconde municipalité du Japon après Minato pour le revenu moyen annuel, environ 11 millions de yens. Elle est aussi la première municipalité de Tokyo pour la part de foyers gagnant plus de 10 millions de yens annuels qui s'élève à 26,35 %, ce taux s'élève à 55,61 % pour les couples avec enfants et 13,57 % pour les foyers unipersonnels.

## Recettes fiscales
Les recettes fiscales de l'arrondissement représentaient environ 68 milliards de yens en 2019, soit environ un million de yens par habitant.

## Démographie

Population de Chiyoda et son évolution.

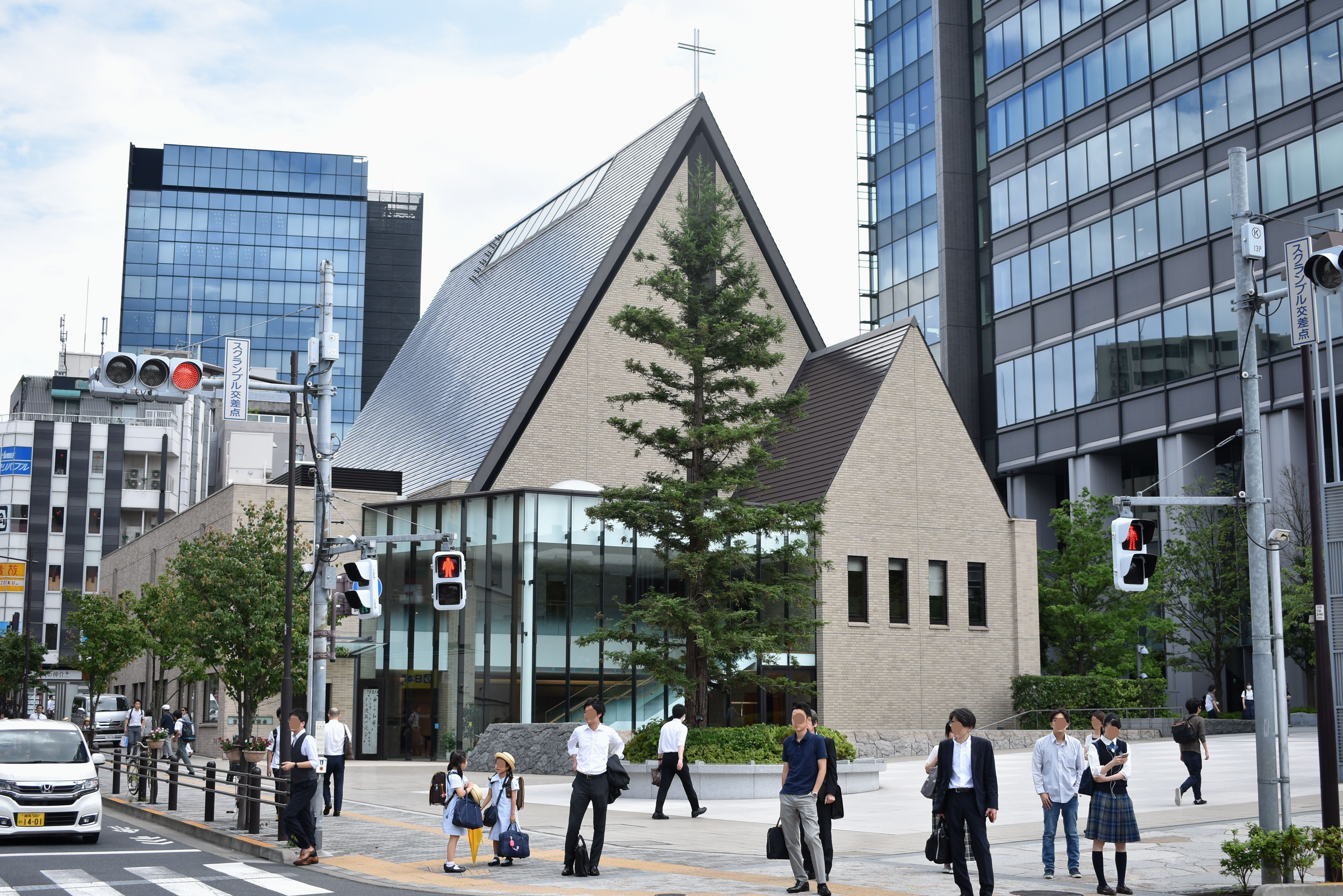
Église devant la gare d'Iidabashi.

Chiyoda compte 66 575 habitants et une densité de 5 710 hab./km2. La densité est très inférieure comparée à la moyenne de Tokyo étant de 15,382 hab./km2. Le palais impérial, les bâtiments administratifs et les bureaux occupent cependant une part importante de la superficie de l'arrondissement.

### Immigration
La population étrangère est extrêmement faible représentant 1,462 % de la population de l'arrondissement bien en dessous de la moyenne de Tokyo. L'immigration chinoise Chinois (en), coréenne et brésilienne Brésiliens (en) étant les communautés les plus représentées dans la population étrangère japonaise représentent respectivement 0,399 %, 0,282 % et 0,011 % de la population de l'arrondissement. Les nationalités les plus représentées dans l'immigration de Chiyoda sont : les Chinois, les Coréens, les Américains (en), les Français et les Anglais.

## Histoire

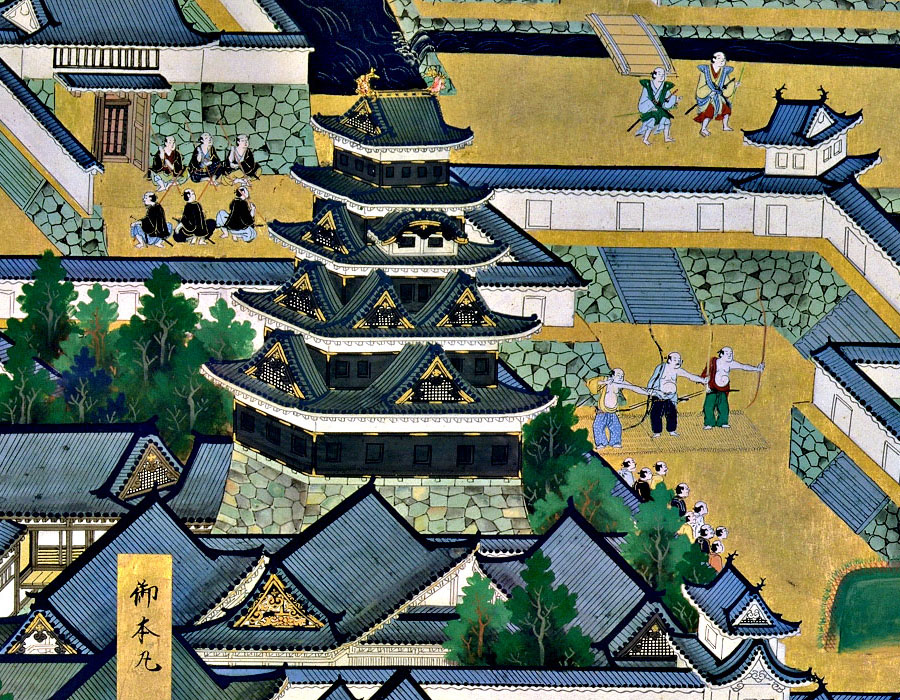
Château d'Edo.

### Origine du nom «Chiyoda»

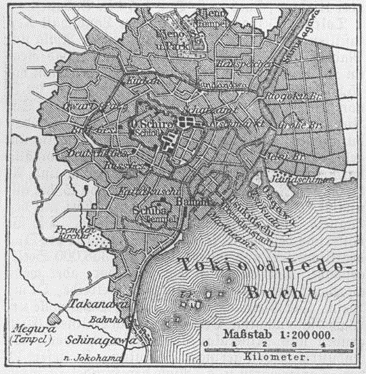
Carte d'Edo réalisée en 1888.

Le nom « Chiyoda » provient du fait que le château de Chiyoda (également appelé château d'Edo) se situait dans l'arrondissement (actuellement site du palais impérial et les quelques parcs aux alentours). Chiyoda signifie littéralement « rizière aux milliers de générations » en référence a l'apparente fertilité de la zone.

### Evènements célèbres
- Attentat au gaz sarin dans le métro
- Attentat à la bombe au siège social de Mitsubishi
- Massacre d'Akihabara
- Incident de Sakuradamon
- Incident du 15 mai
- Incident du 26 février

### Résumé historique
Avant la période d'Edo, le village d'Edo (ancien nom de Tokyo) était une zone désignant approximativement l'arrondissement. Ce village était centré sur les activités de pêche.
Pendant l'époque d'Edo, Chiyoda a servi comme point central pour le shogunat Tokugawa qui y a installé le château d'Edo. Pendant la même période, Chiyoda a également servi de centre d'échange de marchandises. La zone de Kanda avait une forte concentration d'intellectuels.
Avant la période Meiji, Chiyoda faisait partie de la province de Musashi ainsi que du Toshima-gun (ja).
De la période de Meiji jusqu'au 15 mars 1947, Chyioda était divisé en deux arrondissements : Kanda-ku et Kōjimachi-ku.

## Immobilier

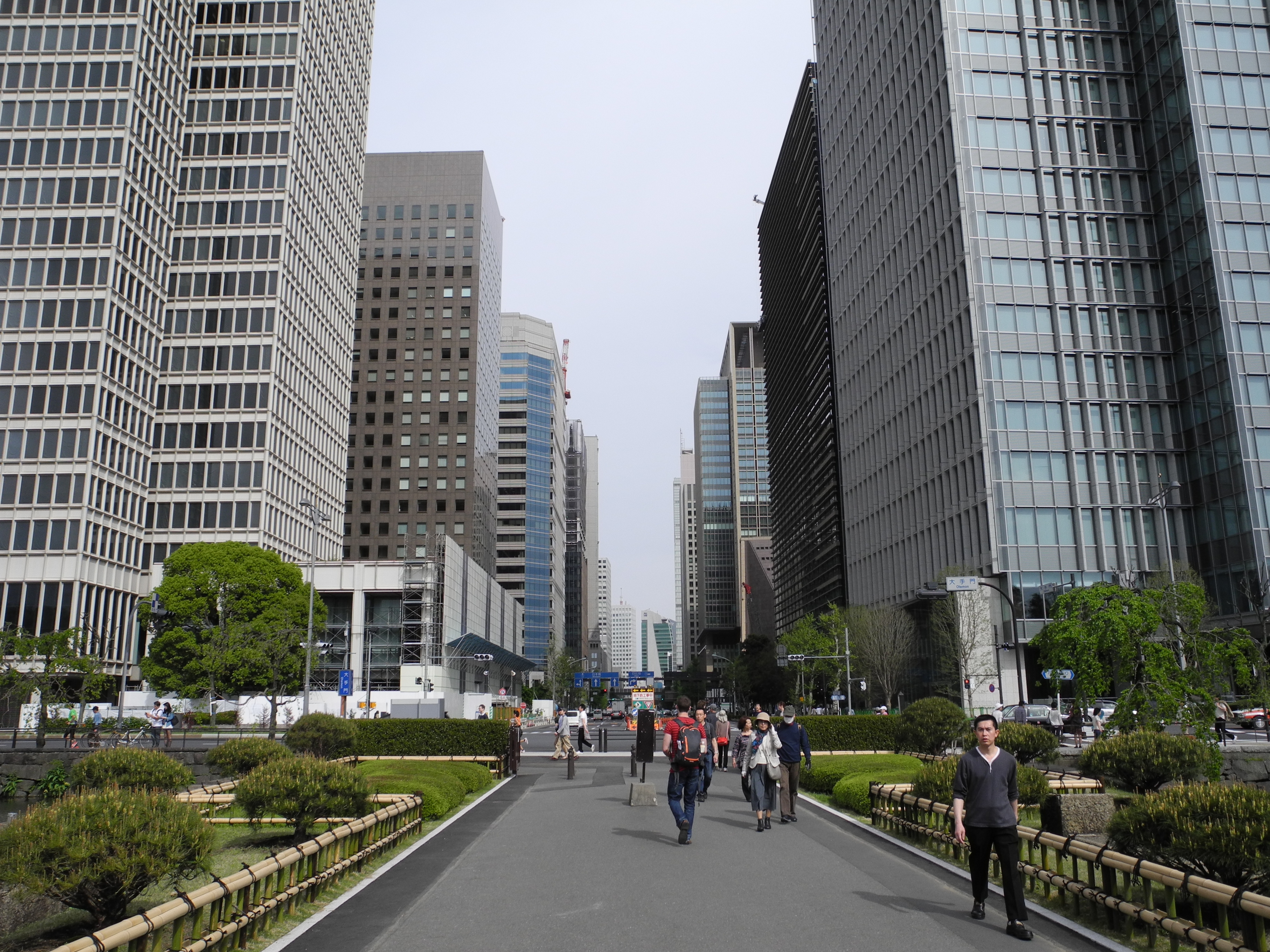
Gratte-ciels dans le quartier d'Otemachi.

Au 31 décembre 2001, Chiyoda comptait 6 572 bâtiments de quatre étages ou plus. Dans le paysage de l'arrondissement, 181 gratte-ciels de plus de 57,5 mètres incluant ceux en cours de construction dont trente-trois faisant plus de 150 mètres et six faisant plus de 200 mètres. Le futur plus grand gratte-ciel japonais sera dans l'arrondissement et mesurera 390 mètres. Le prix de l'immobilier est le deuxième plus élevé des municipalités japonaises et est très largement supérieur comparé au reste de Tokyo. Ces prix exorbitants de l'immobilier proviennent en partie de raisons historiques : beaucoup de quartiers à Chiyoda étaient autrefois habités par la noblesse. D'après Lifull Home's (site web immobilier), le prix de référence d'un appartement de 70 m2 dans Chiyoda construit il y a dix ans s'élève à 190 millions de yens et le même appartement serait loué à 286 000 yens.  

## Monuments

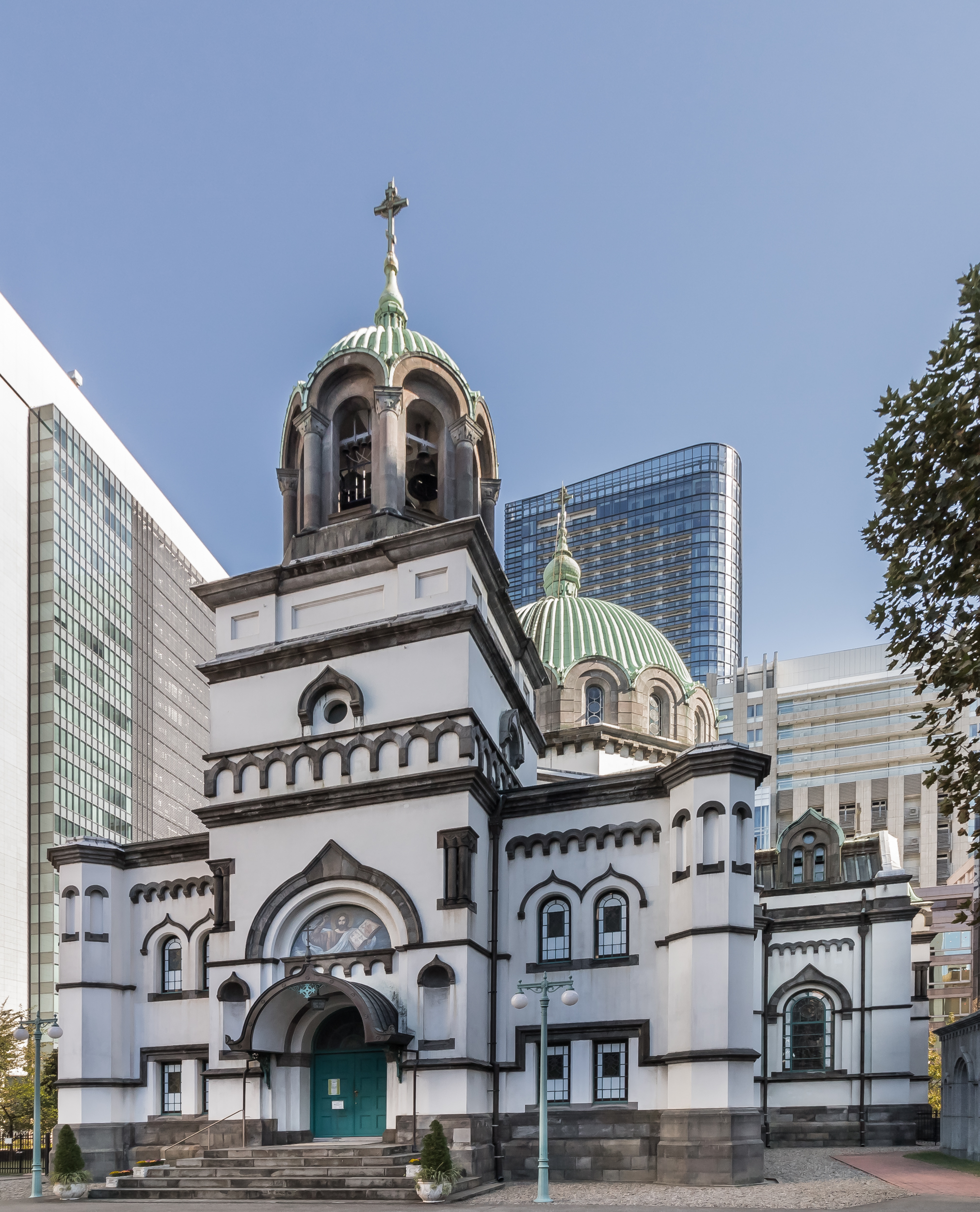
Cathédrale orthodoxe de la résurrection.

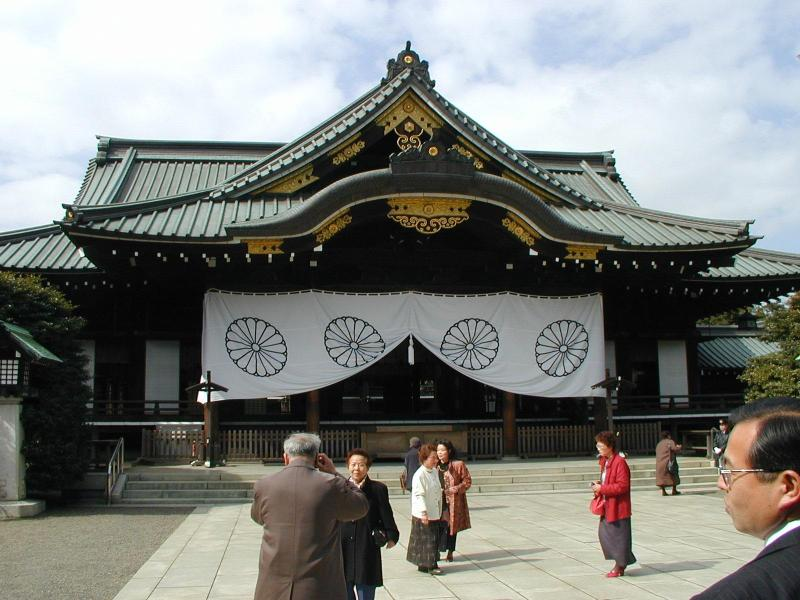
Sanctuaire de Yasukuni.

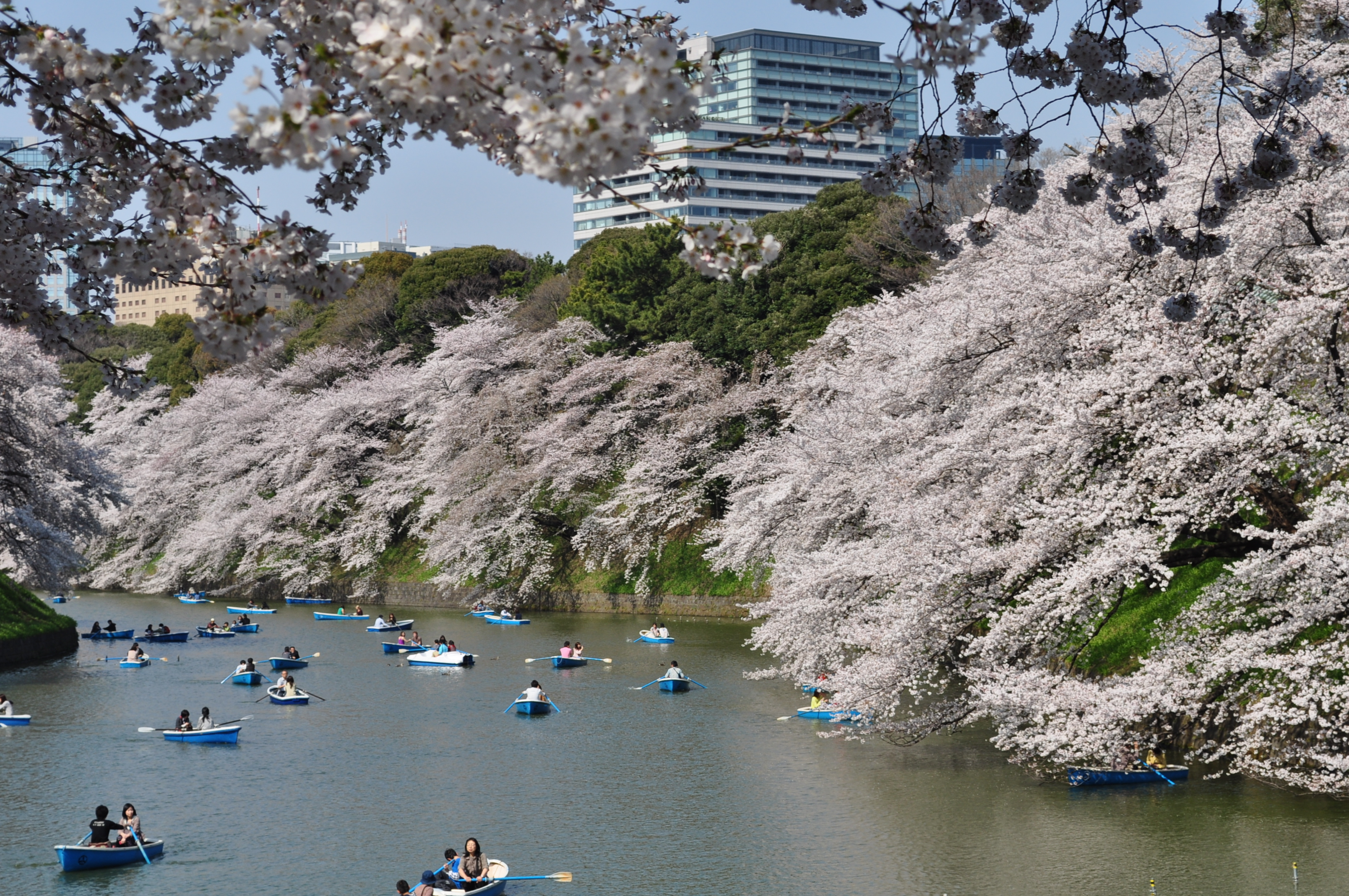
Douve de Chidorigafuchi.

Chiyoda est le centre historique de Tokyo, et faisait partie de l'immense château d'Edo occupé par les Tokugawa dont les douves et les ruines existent encore.
- Le sanctuaire de Yasukuni
- La douve de Chidorigafuchi
- La gare de Tokyo
- Le musée Mitsubishi Ichigokan
- Le palais impérial et son parc
- Les ruines du château d'Edo
- La douve Sotobori (ja)
- Le bâtiment de la Diète nationale
- Le ministère de la Justice
- La cathédrale de la Résurrection
- Le Kanda-myōjin
- Le phare de Joto-Myodai (ja)
- Le Meiji Seimei Kan (en)
- Le Musée national d'Art moderne de Tokyo

## Transport

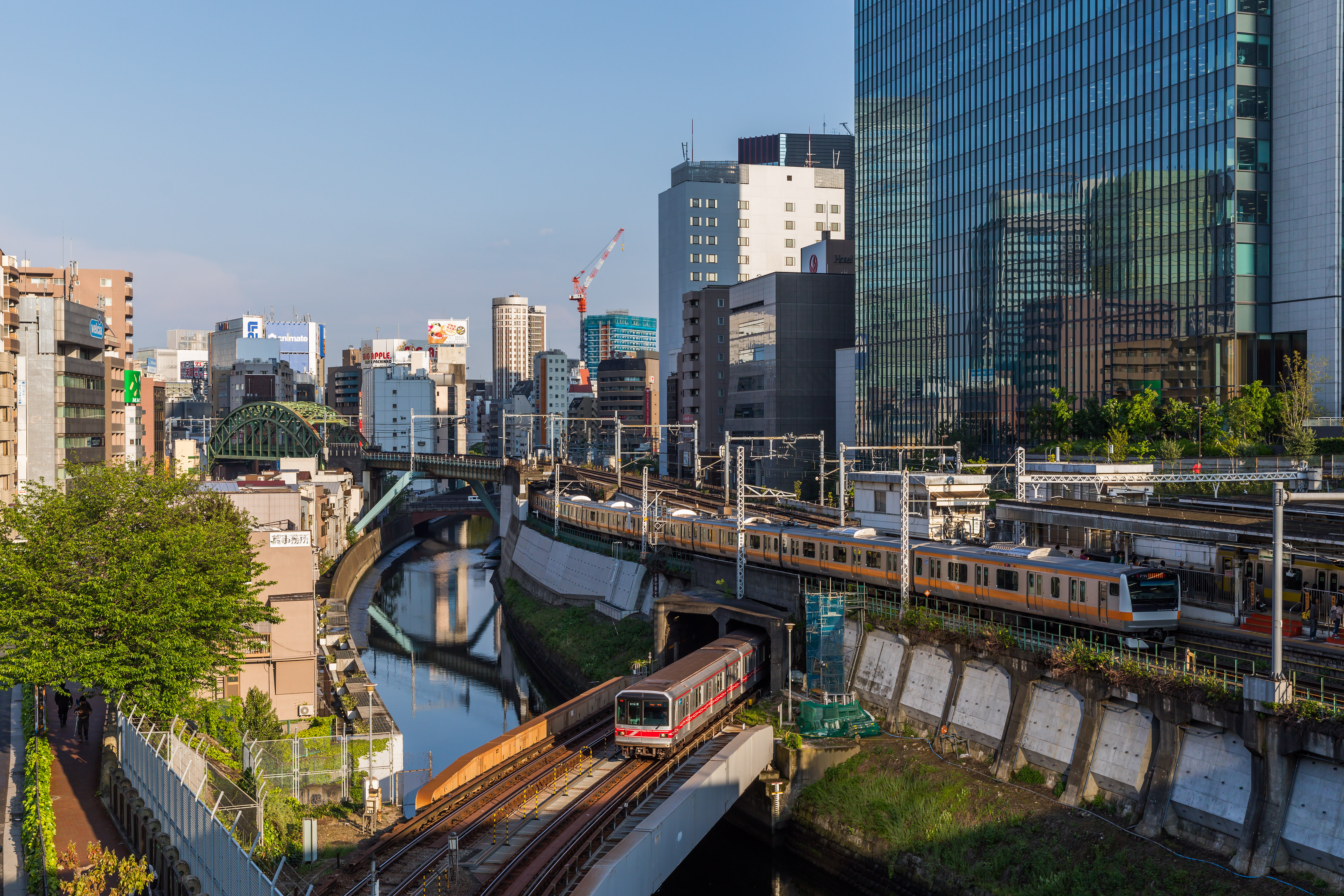
Station d'Ochanomizu.

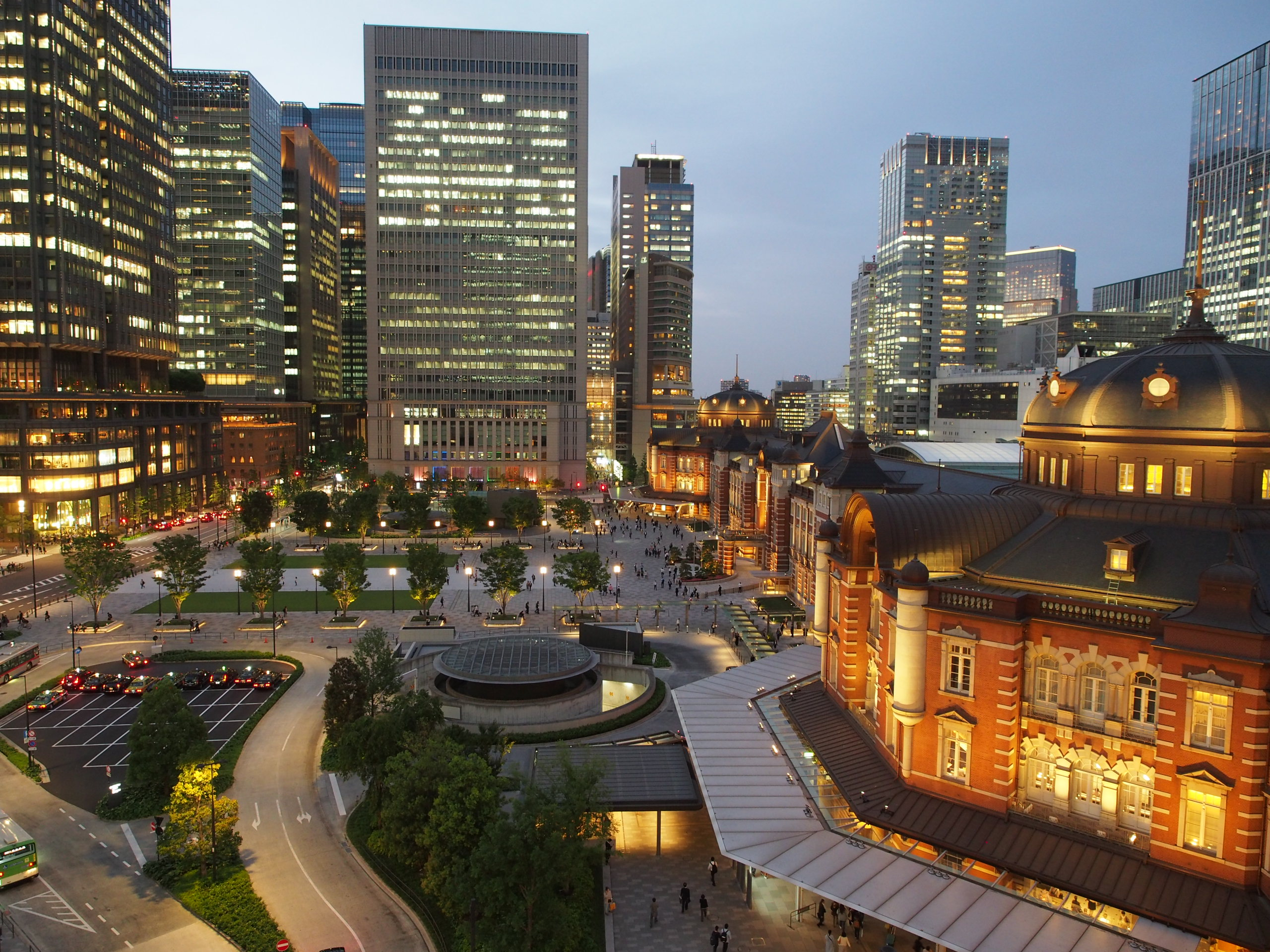
Gare de Tokyo.

### Rail
Dans l'arrondissement se situe la gare de Tokyo, la gare centrale interurbaine de Tokyo. Elle est le terminus des Shinkansen et de la plupart des trains express, et de certaines lignes de banlieues. L'arrondissement est très bien desservi.
- JR Central
  - ligne Shinkansen Tōkaidō : gare de Tokyo
- JR East
  - ligne Shinkansen Tōhoku, ligne Shinkansen Jōetsu, ligne Shinkansen Yamagata, ligne Shinkansen Akita et ligne Shinkansen Hokuriku : gare de Tokyo
  - ligne Yamanote : gares de Tokyo, Yūrakuchō, Kanda et Akihabara
  - ligne Chūō : gares de Tokyo, Kanda et Ochanomizu
  - ligne Chūō-Sōbu : gares d'Akihabara, Ochanomizu, Suidōbashi, Iidabashi et Ichigaya
  - ligne Keihin-Tōhoku : gares de Tokyo, Yūrakuchō, Kanda et Akihabara
  - ligne Keiyō : gare de Tokyo
  - ligne Sōbu : gare de Tokyo
  - ligne Tōkaidō : gare de Tokyo
  - ligne Yokosuka : gare de Tokyo
  - ligne Ueno-Tokyo : gare de Tokyo
- Metropolitan Intercity Railway Company
  - Tsukuba Express : gare d'Akihabara
- Tokyo Metro
  - ligne Ginza : gare de Tokyo, Otemachi,
  - ligne Marunouchi : gare de Tokyo, Otemachi
  - ligne Hibiya : gare de Tokyo, Hibiya, Otemachi, Takbashi
  - ligne Tōzai : gare de Tokyo, Otemachi, Kudanshita, Takebashi, Jimbocho
  - ligne Chiyoda : gare de Tokyo, Otemachi, Hibiya, Tameikesanno
  - ligne Yūrakuchō : gare de Otemachi, Yurakucho, Iidabashi
  - ligne Hanzōmon : gare de Kudanshita, Hamzomon, Jimbocho
  - ligne Namboku : gare d'Iidabashi, Tameikesanno, Otemachi
- Toei
  - ligne Mita : gare de Suidobashi, Iidabashi, Jimbocho
  - ligne Shinjuku : gare de Kudanshita, Jimbocho, Iidabashi
  - ligne Ōedo : gare de Iidabashi, Hibiya

## Palais impérial de Tokyo

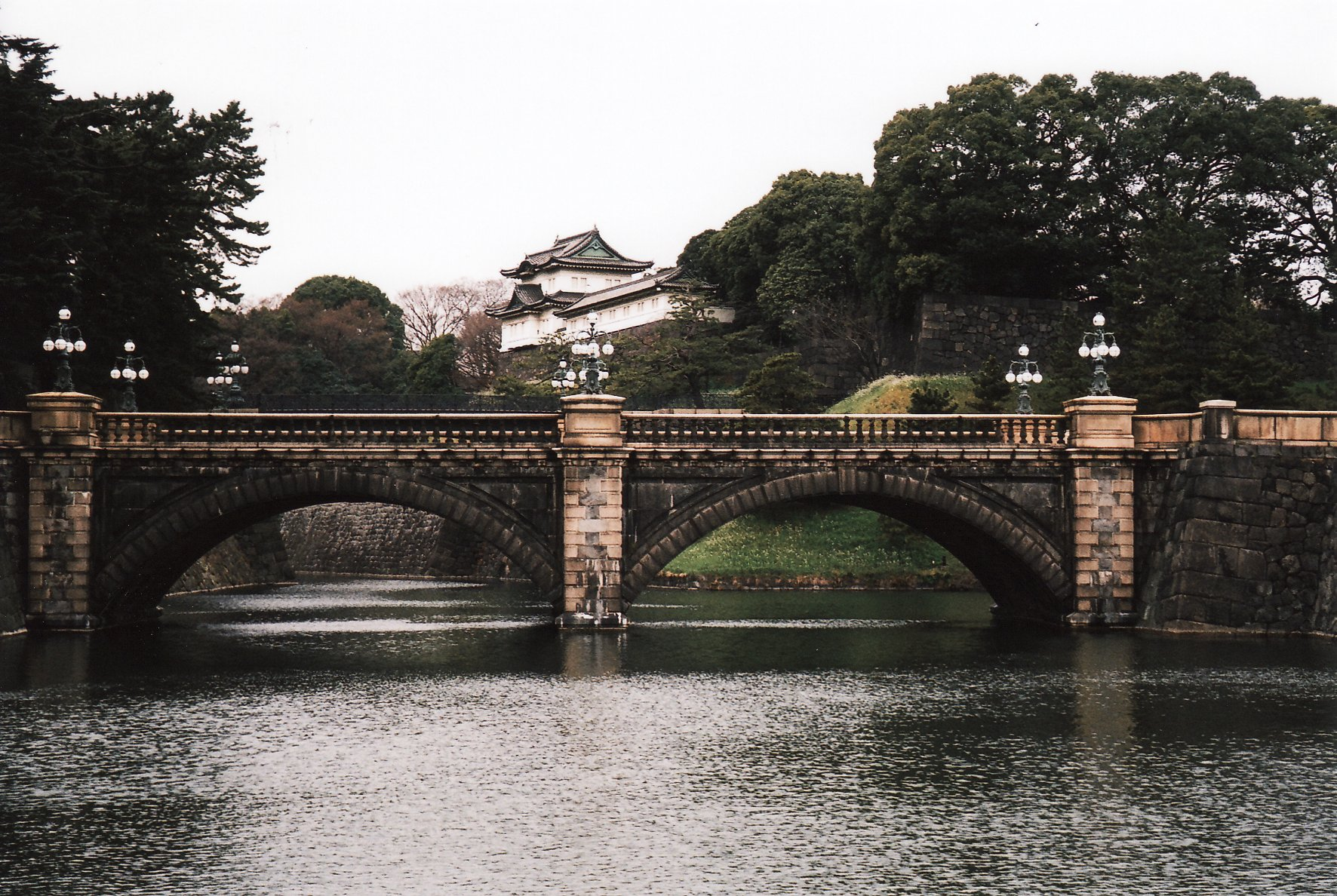
Palais impérial.

Le palais impérial de Tokyo se trouve au centre de l'arrondissement, il est entouré des quartiers de Marunouchi, Ōtemachi, Kudan, Banchō, Hanzomon, Nagatacho, Sakuradamon, Hibiya.

## Lieux de pouvoir, ambassades et bâtiments administratifs

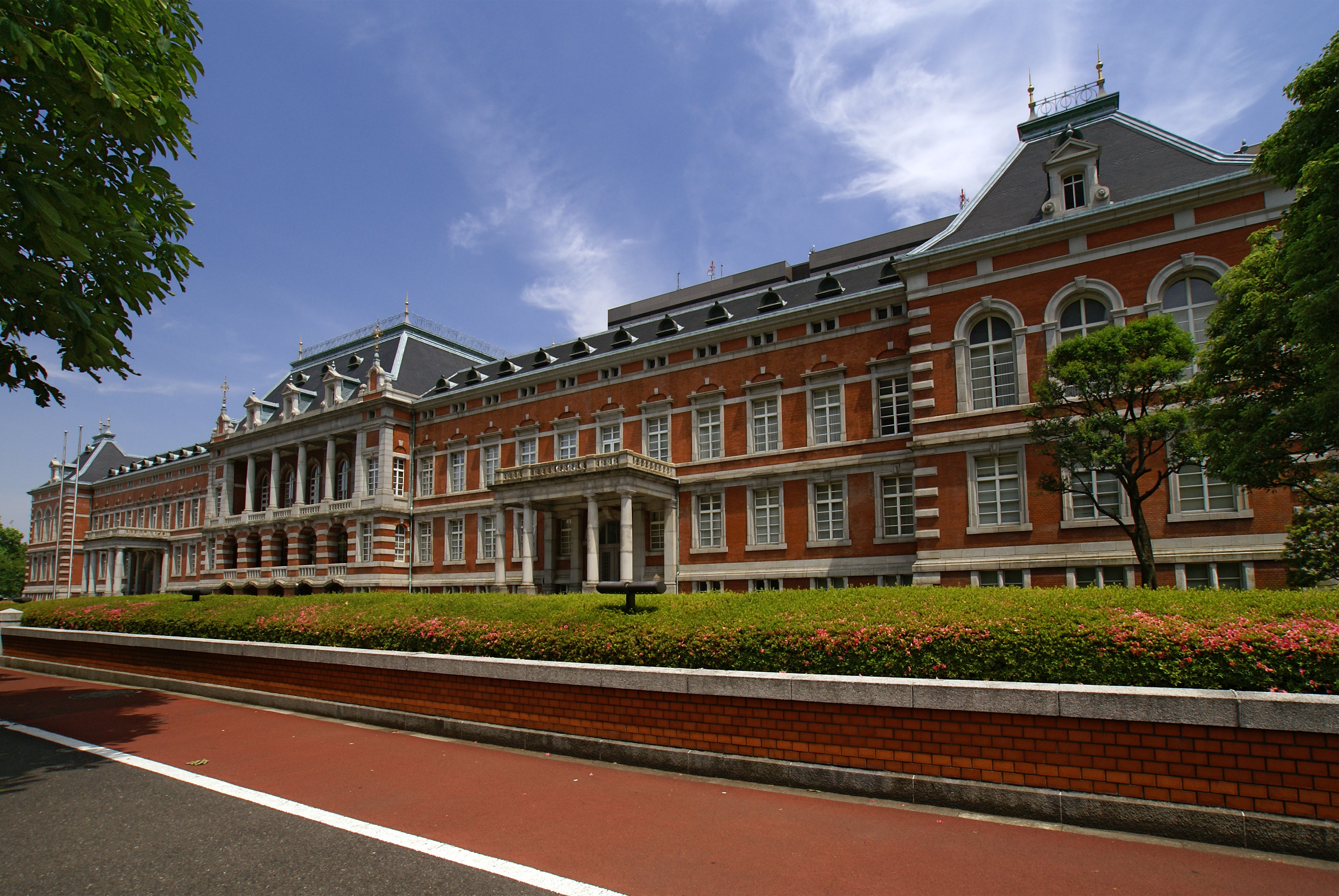
Ministère de la Justice.

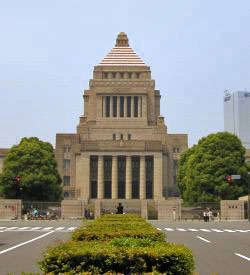
Bâtiment de la Diète Nationale

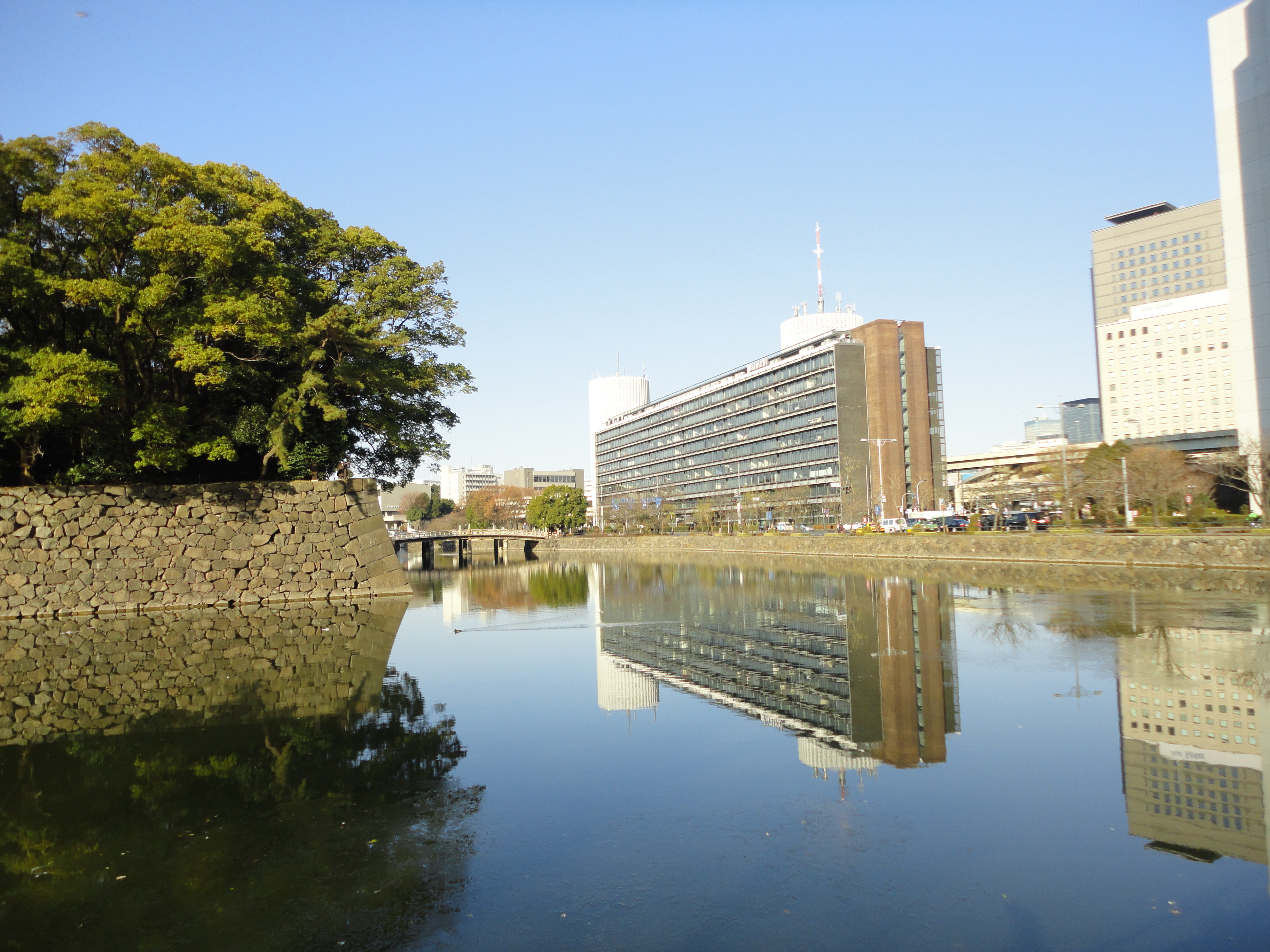
Agence de la météorologie.

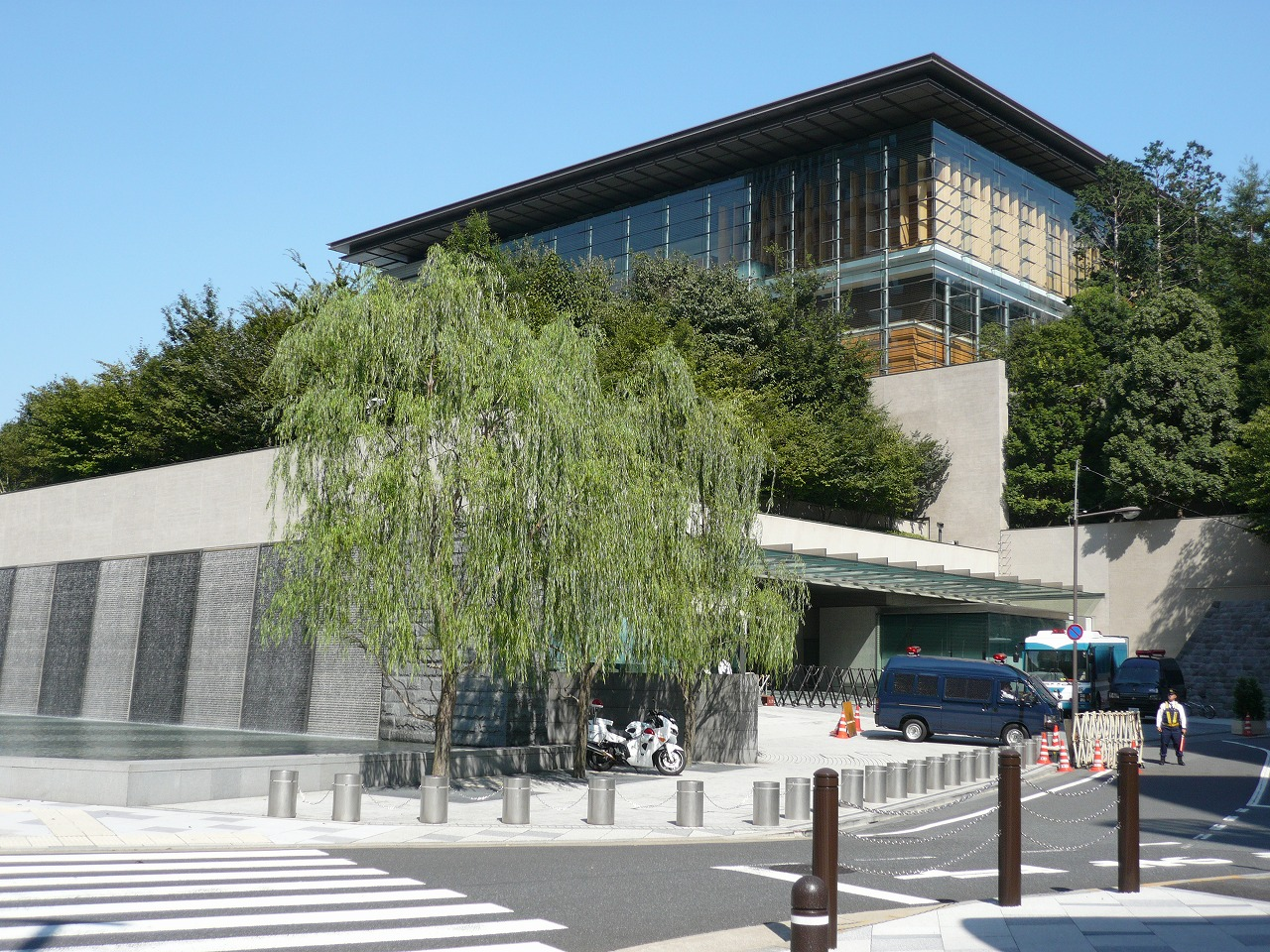
Résidence officielle du Premier ministre.

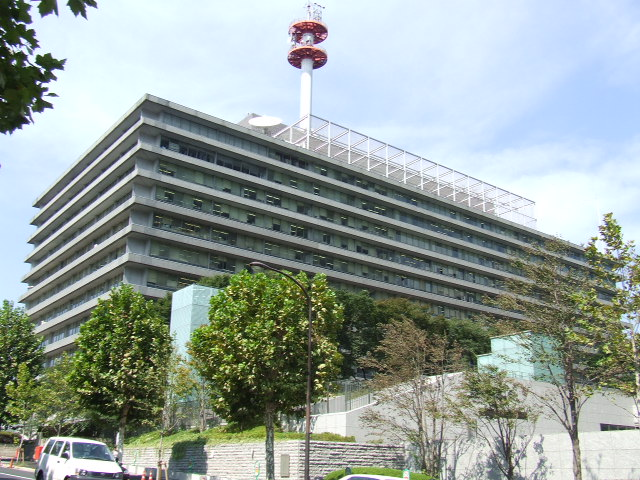
Bâtiment administratif numéro 3.

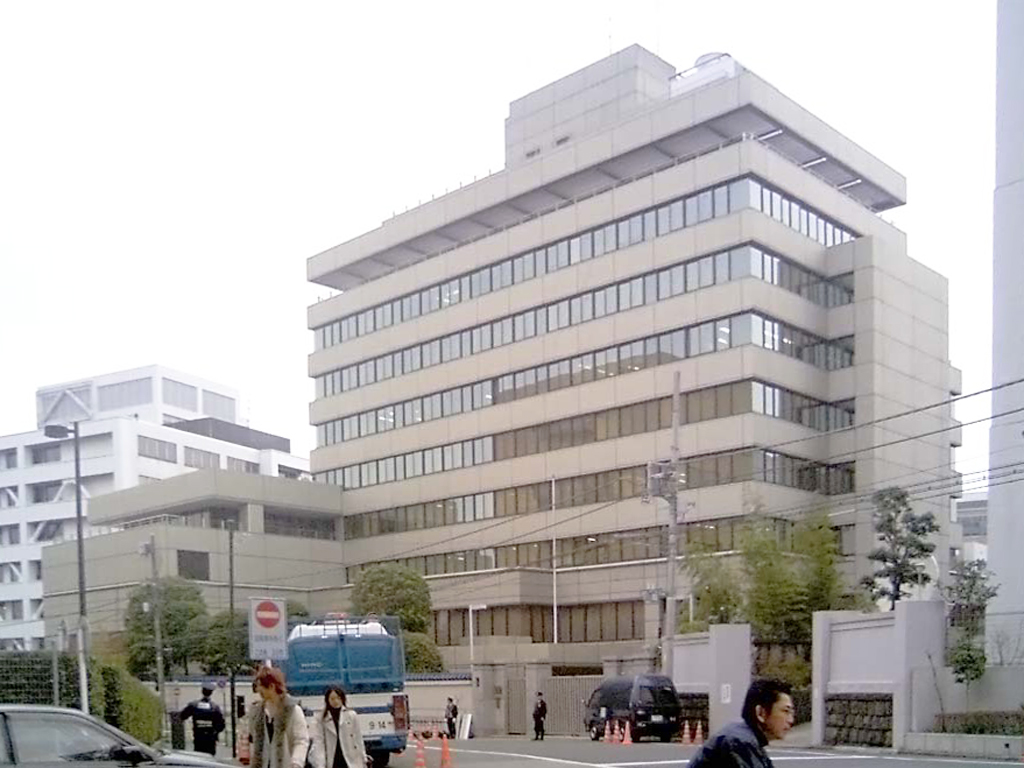
Chongryon, association générale des Coréens résidant au Japon (Corée du Nord).

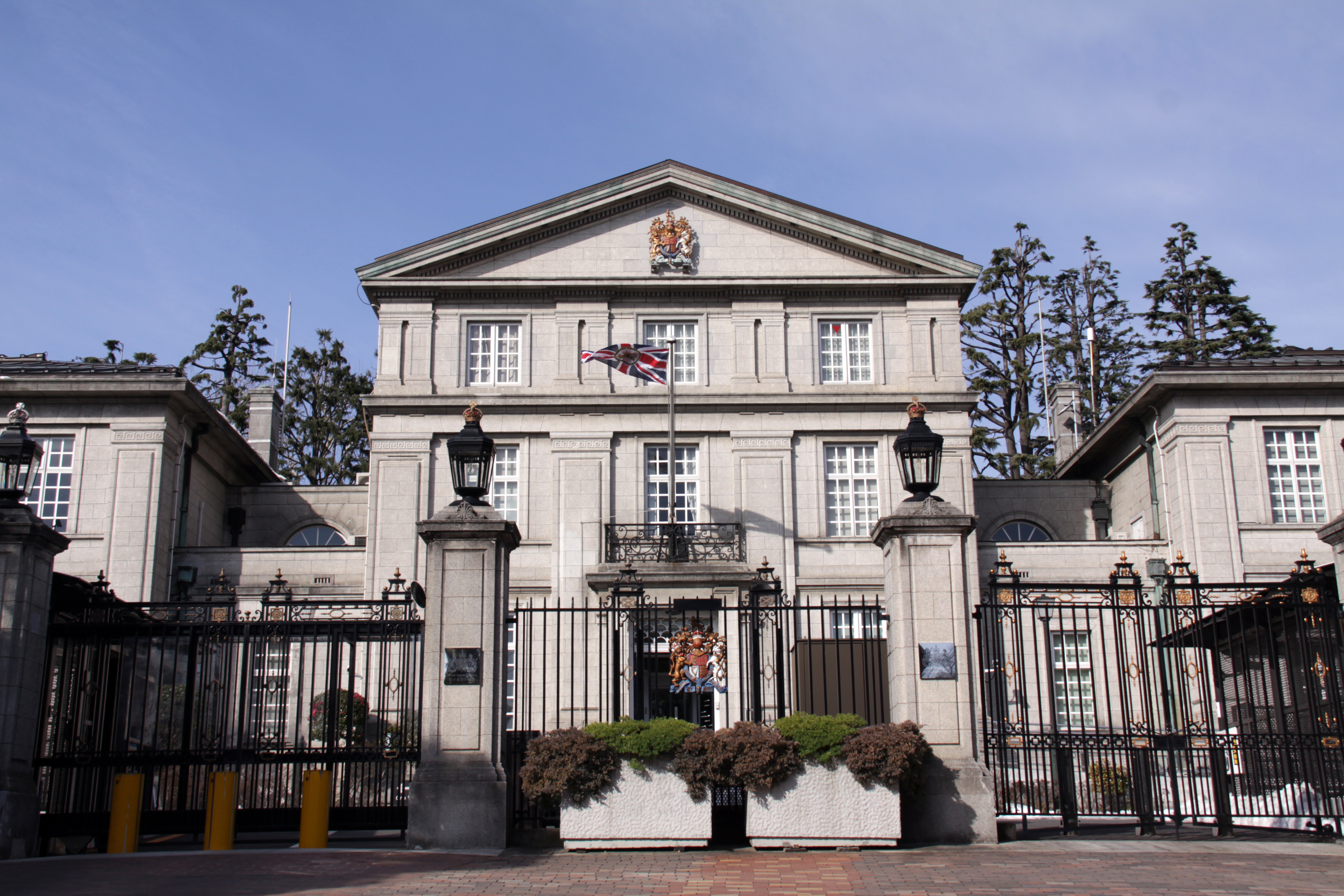
Ambassade du Royaume-Uni au Japon.

### Lieux de pouvoir
- Ministère de la Santé, du Travail et des Affaires sociales
- Bâtiment de la Diète nationale
- Résidence officielle du Premier ministre
- Ministère du Territoire, des Infrastructures, des Transports et du Tourisme
- Ministère des Finances
- Ministère des Affaires étrangères
- Ministère de l'Éducation, de la Culture, des Sports, des Sciences et de la Technologie
- Ministère des Affaires intérieures et des Communications
- Ministère de l'Agriculture, des Forêts et de la Pêche
- Ministère de l'Économie, du Commerce et de l'Industrie
- Ministère de la Justice
- Bureau du Cabinet
- Cour suprême du Japon
- Tokyo Public Prosecutors Office
- Agence des services financiers
- Commission nationale de sécurité publique
- Japan Finance Corporation
- Agence de la police nationale
- Agence de gestion des incendies et des catastrophes
- Agence d'investigation de sécurité publique
- Agence pour les Affaires culturelles
- Agence nationale des impôts
- Office des brevets du Japon
- Agence des petites et moyennes entreprises
- Agence japonaise du tourisme
- Agence météorologique du Japon
- Garde côtière du Japon
- Consumer Affairs Agency
- Agence de la reconstruction
- Supreme Public Prosecutors Office
- Public Prosecutors Office
- Agence des Forets
- Agence de réinsertion des prisonniers
- National personal authority
- Agence impériale
- Bureau du cabinet pour la législation
- Japan Fair Trade Commission
- Environmental Dispute Coordination Commission
- Public Security Intelligence Agency Kanto Research center
- Institut national de recherche sur la population et la sécurité sociale
- Bureau japonais de l'aviation civile
- Comité de vérification
- PRIMAFF
- Public Prosecutors Office department of Traffic accident
- Commission de réglementation de l'énergie nucléaire
- Japan Transport Safety Board[34]

### Bâtiments administratifs
- Mairie de Chiyoda
- Tokyo Fire Department
- Tokyo Prefectural Labour Bureau
- Tokyo Fiscal Agency
- Centre préfectoral de création et renouvellement de passeports

### Ambassades
De nombreuses ambassades se situent dans l'arrondissement.
- Ambassade du Bengladesh
- Ambassade d'Irlande
- Ambassade du Royaume-Uni
- Ambassade d'Israël
- Ambassade d'Inde
- Ambassade d'Irlande
- Ambassade de la Tunisie
- Ambassade de Belgique
- Ambassade du Portugal
- Ambassade d'Afrique du Sud
- Ambassade du Mexique
- Ambassade du Luxembourg
- Ambassade du Paraguay
- Ambassade du Timor Oriental
- Ambassade du Vatican
- Nonciature apostolique

#### Organisations ayant la fonction d'ambassade
- Chongryon, association générale des Coréens résidant au Japon (Corée du Nord)
- Mission permanente de la Palestine au Japon

## Politique

### Maire de Chiyoda
Le maire actuel de Chiyoda est Higuchi Takaaki. Il est élu avec le soutien du Tomin First no Kai et du parti Démocrate du Peuple. Il succède à Masami Ishikawa, celui-ci avait déjà été réélu quatre fois.

### Conseil municipal
Le conseil municipal de Chiyoda est composé de 25 membres.

### Assemblée métropolitaine de Tokyo
Un siège de l'assemblée métropolitaine de Tokyo est attribué à l'arrondissement. Celui-ci est vacant à la suite de la démission de Higuchi Takaaki, devenu maire.

### Chambre des représentants
Pour sa représentation dans la chambre des représentants, Chiyoda dépend de la première circonscription de Tokyo.
| Législature | Début de mandat | Fin de mandat | Député élu   |  | Parti politique |
| ----------- | --------------- | ------------- | ------------ |  | --------------- |
| 48e         | 2017            | -             | Banri Kaieda |  | PDC             |

## Enseignement et culture

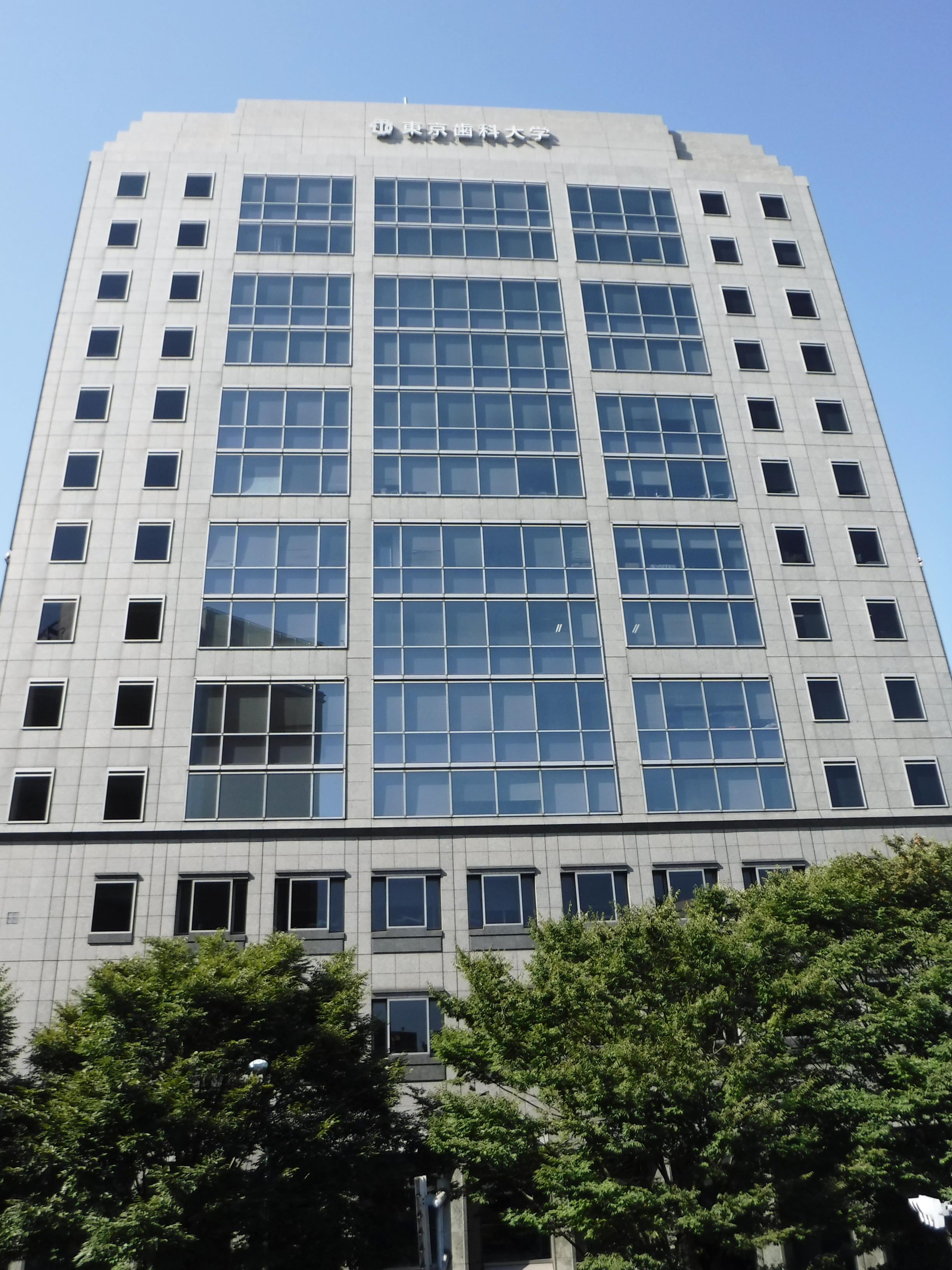
Collège dentaire de Tokyo.

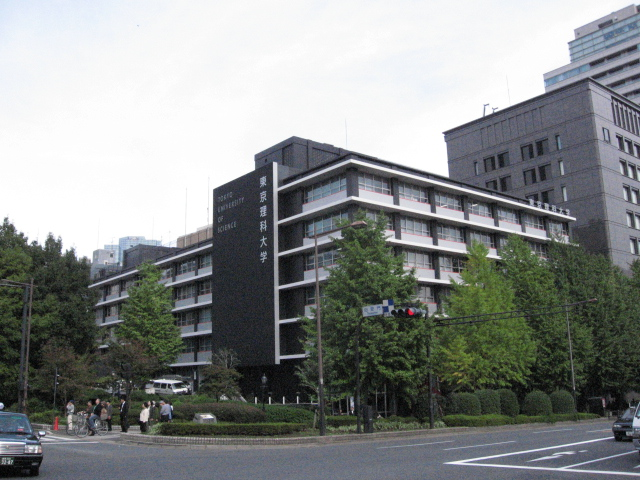
Tokyo University of Science Kudan Campus.

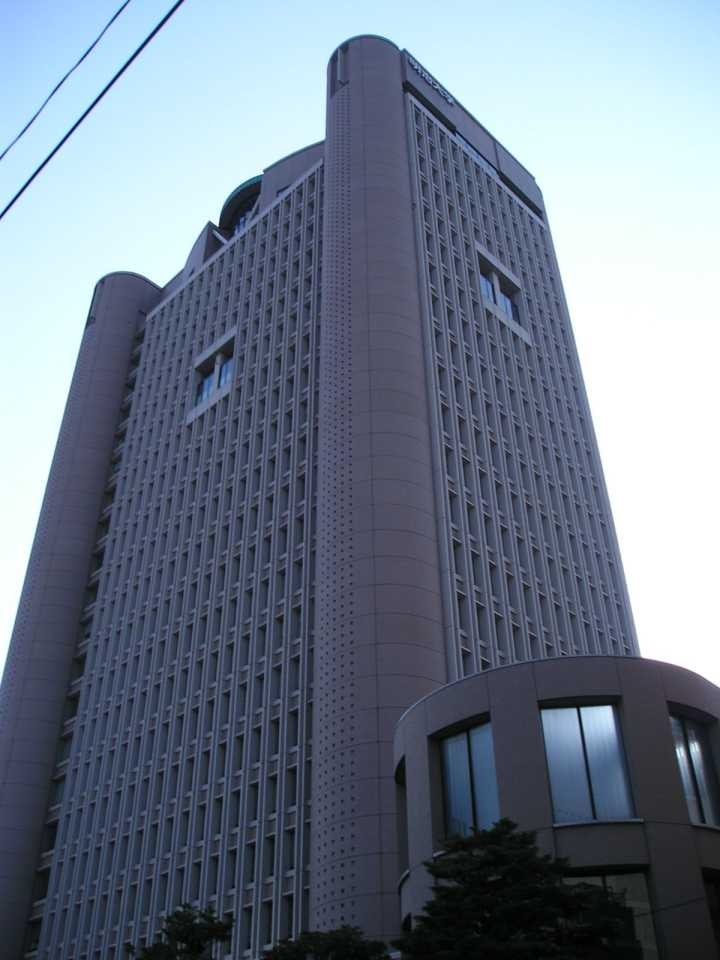
Université de Meiji.

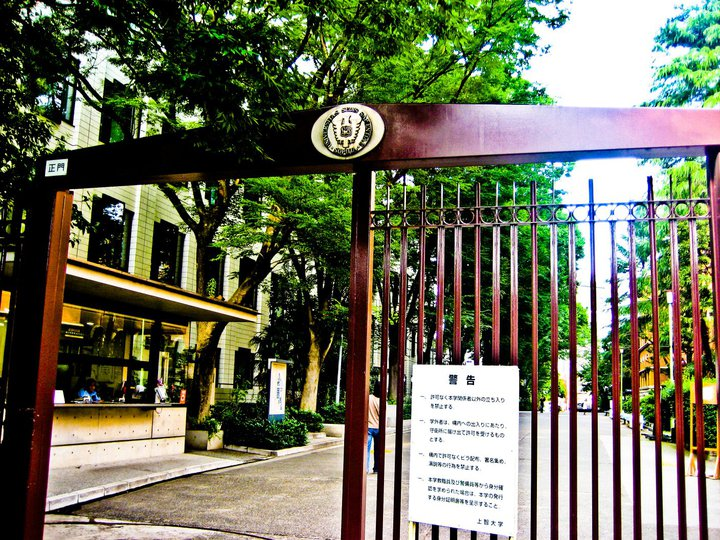
Université de Sophia.

### Écoles publiques
- Universités nationales
  - Université Hitotsubashi
  - Université de médecine et d'odontologie de Tokyo
- Universités publiques
  - Tokyo Metropolitan University Graduate School of Management

#### Lycées préfectoraux
- Lycée d’Hibiya, un des plus élitistes du Japon
- Lycée de Hitotsubashi (ja)

#### Collèges municipaux

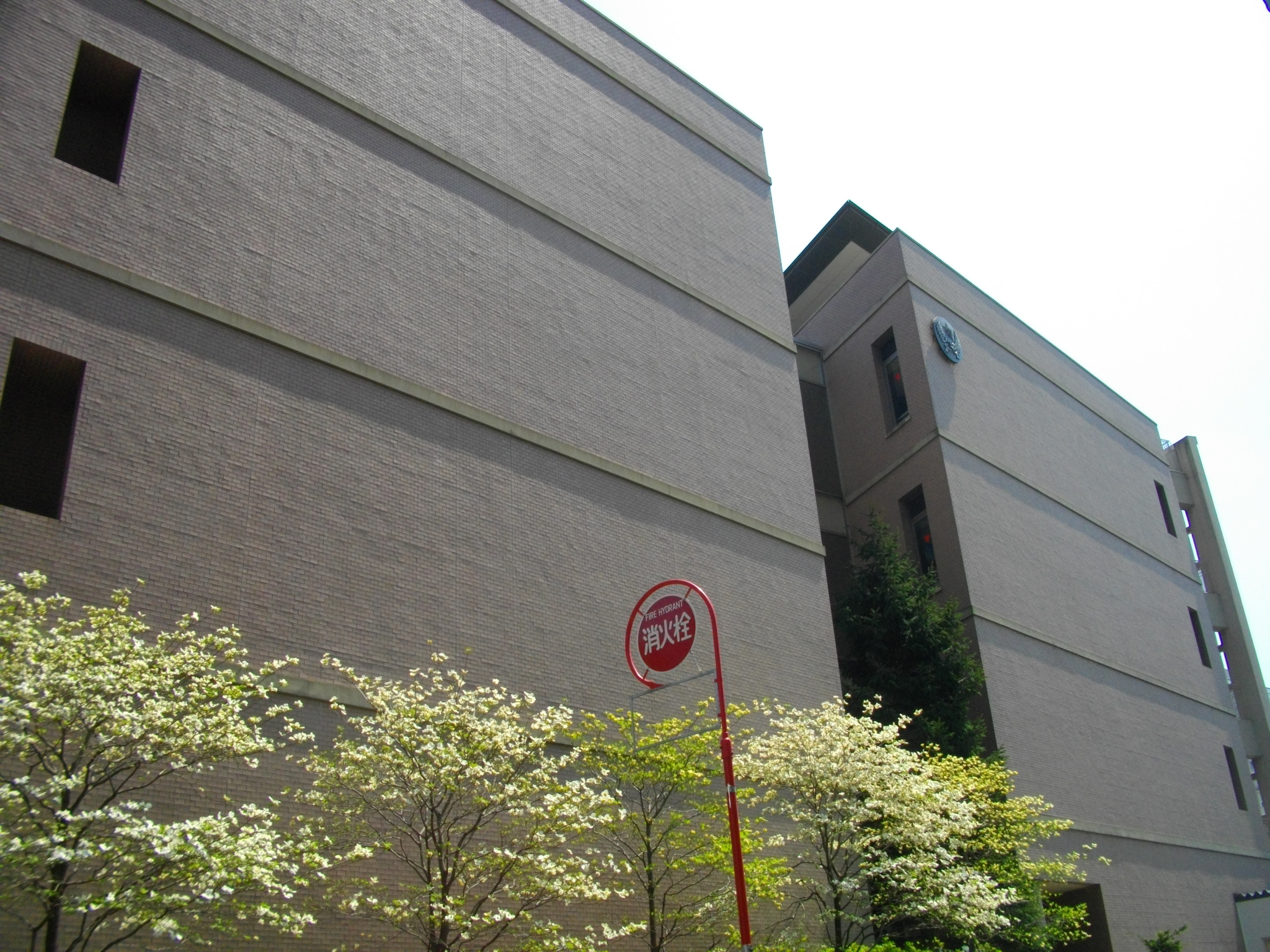
Ensemble scolaire Gyosei.

- École secondaire de Kudan
- Collège de Kōjimachi
- Collège de Kanda-Hitotsubashi

#### Écoles élémentaires municipales
L'arrondissement compte huit écoles élémentaires.

### Écoles privées

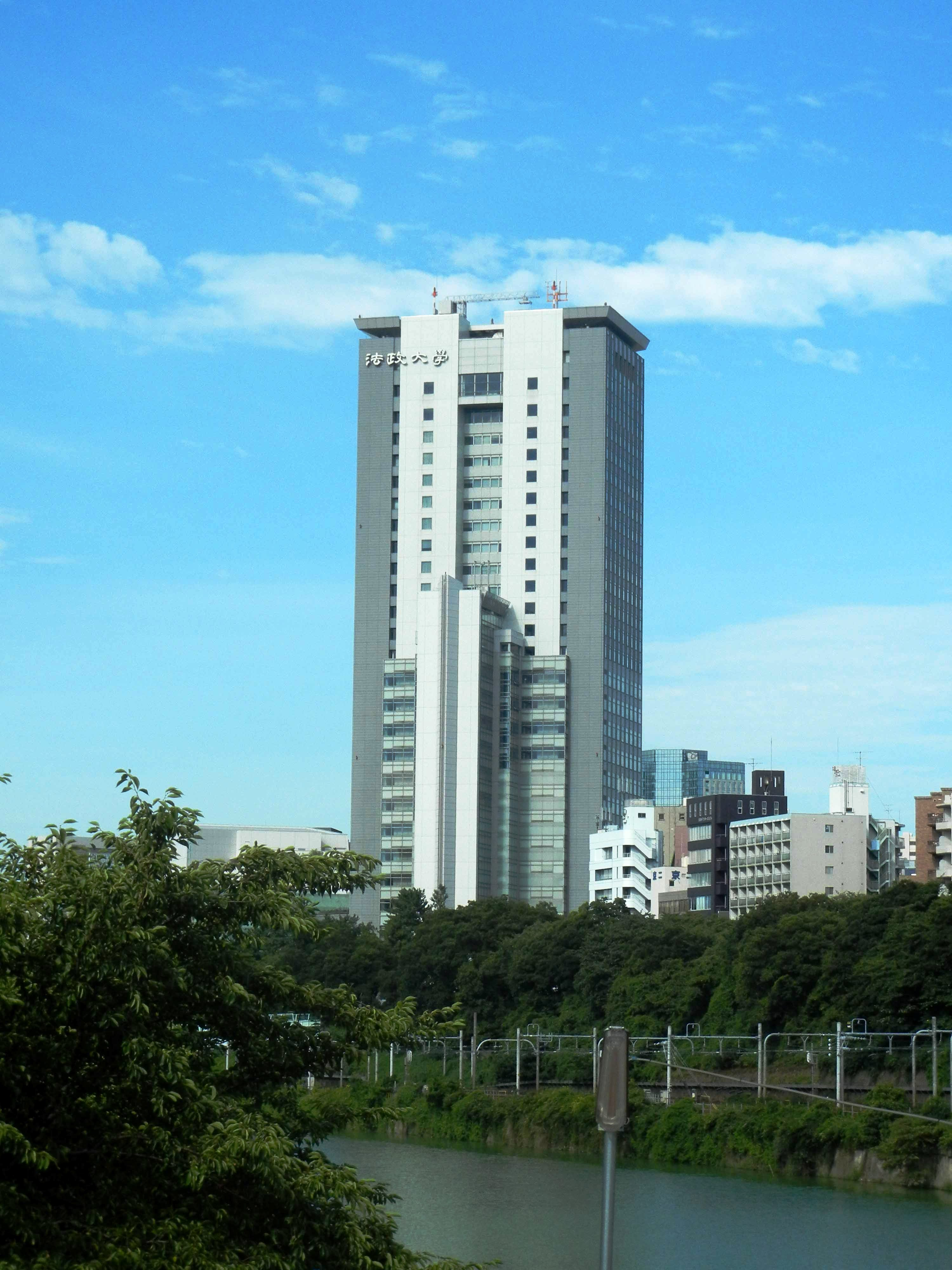
Université de Hosei.

#### Universités Privées
- Otsuma Women's University (en)
- Kyoritsu Women's University (en)
- Université Josai (en)
- Tokyo Kasei Gakuin University (en)
- Université Sophia
- Université des sciences de Tokyo
- Université Senshu (en)
- Collège dentaire de Tokyo
- Université Nishogakusha (en)
- Université Nihon
- Nippon Dental University (Université d'odontologie de Niigata)
- Institut Japonais de la Technologie (en)
- NUCB Business School (en)
- Université Hōsei
- Université Meiji

#### Écoles primaires et secondaires
L'arrondissement comprend plusieurs écoles primaires et secondaires.

### Bibliothèques

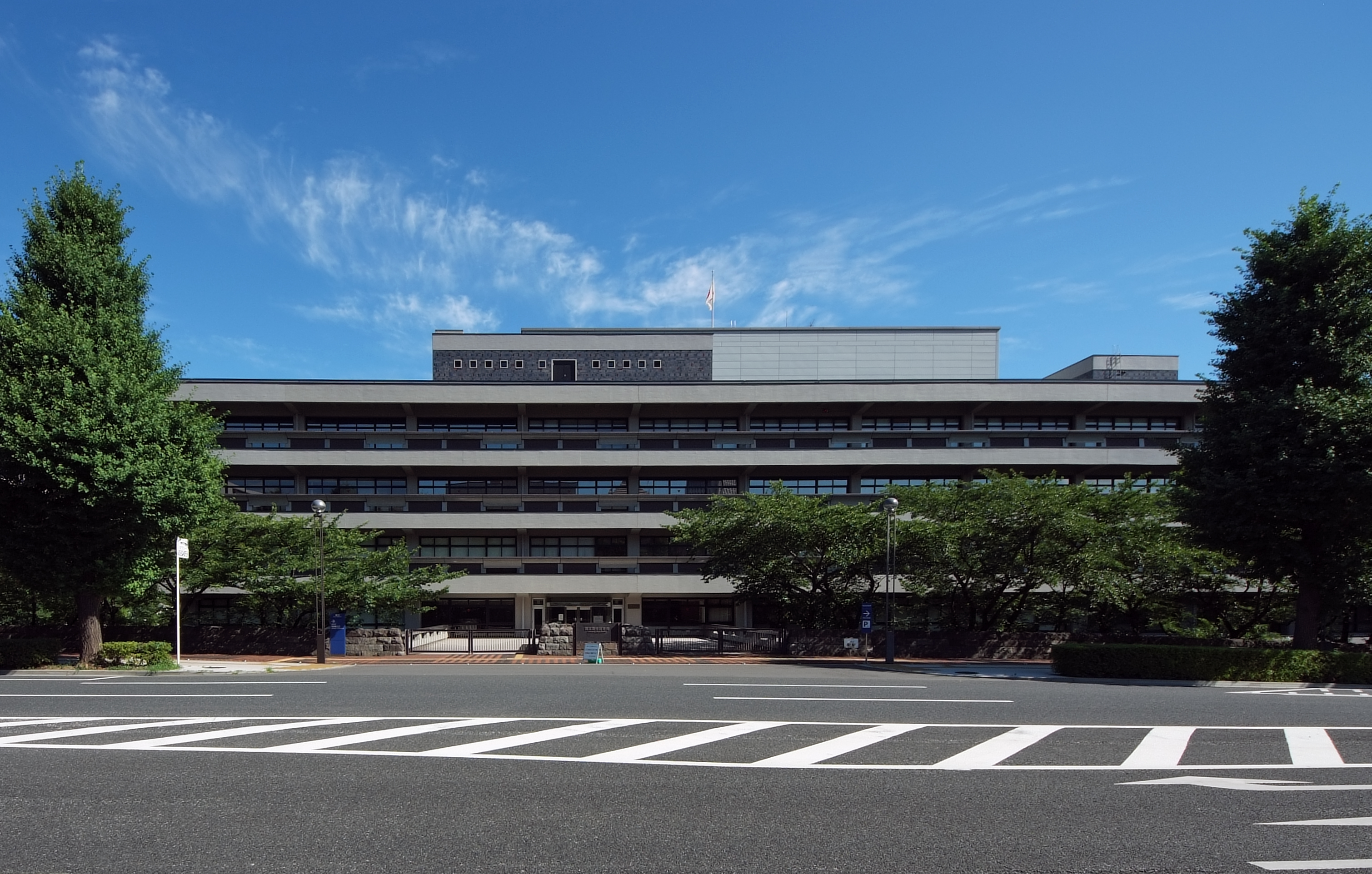
Bibliothèque nationale de la Diète.

L'arrondissement comprend plusieurs bibliothèques dont la Bibliothèque nationale de la Diète et les Archives nationales du Japon.

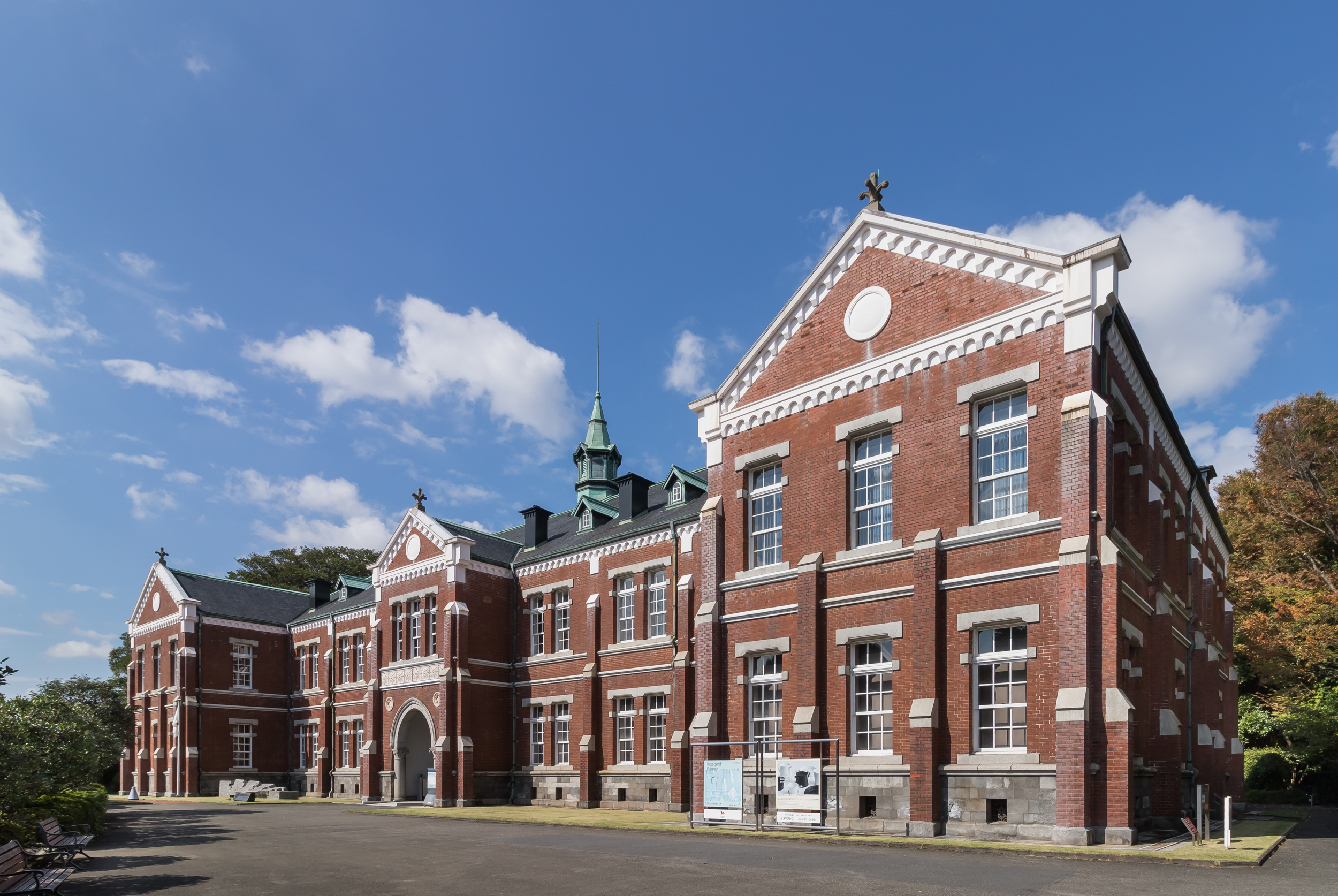
Bâtiment historique du musée national des Arts modernes de Tokyo.

### Musées
- Musée des sciences de Tokyo
- Musée national d'Art moderne de Tokyo
- Musée d'Art Idemitsu
- Musée d'histoire et de culture populaire de Chiyoda à Yonbancho
- 3331 Arts Chiyoda
- Musée Mitsubishi Ichigokan
- Musée mémorial national Shōwa

### Salles d'expositions et d'événements

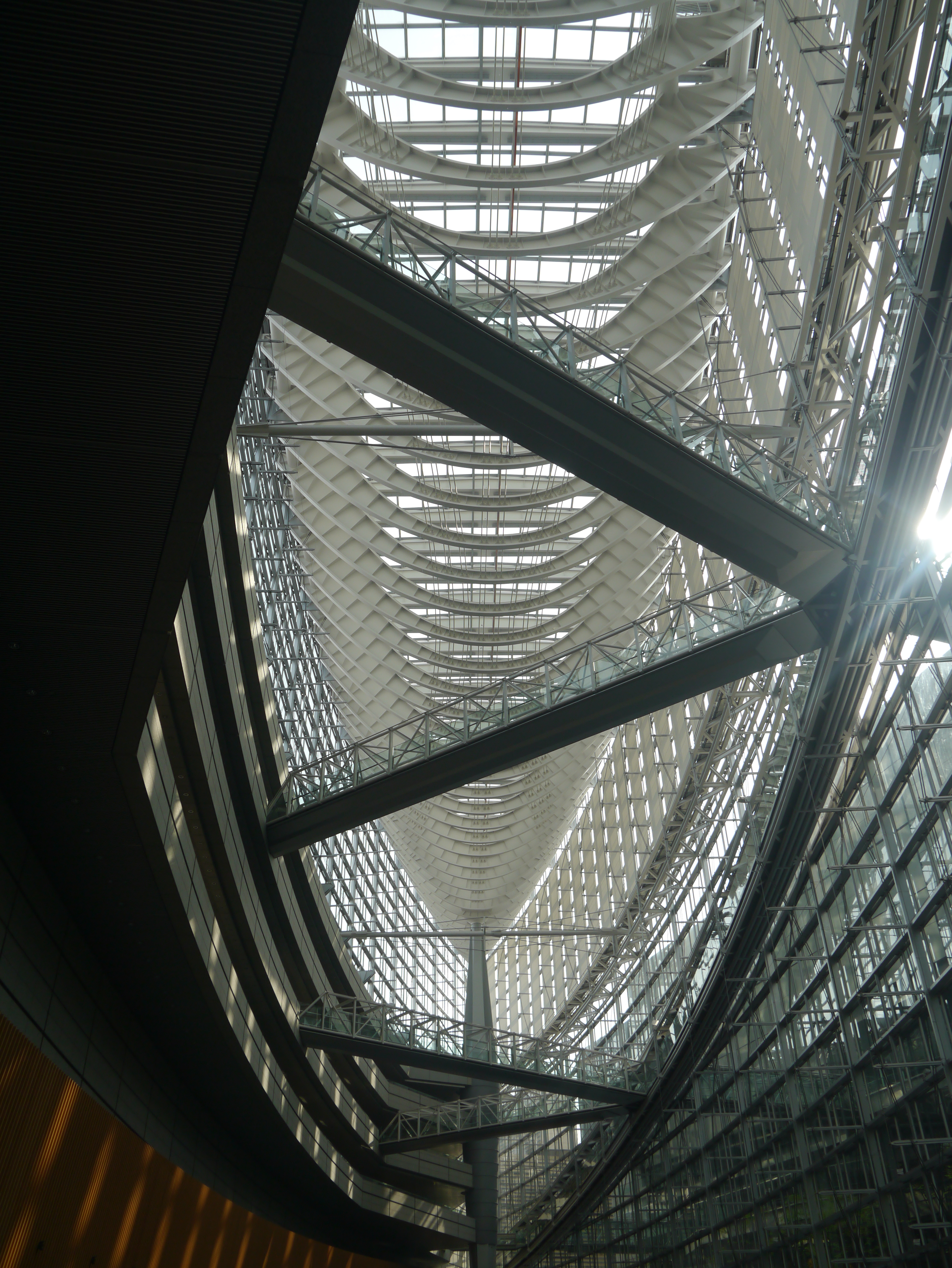
Vue intérieure du Tokyo International Forum.

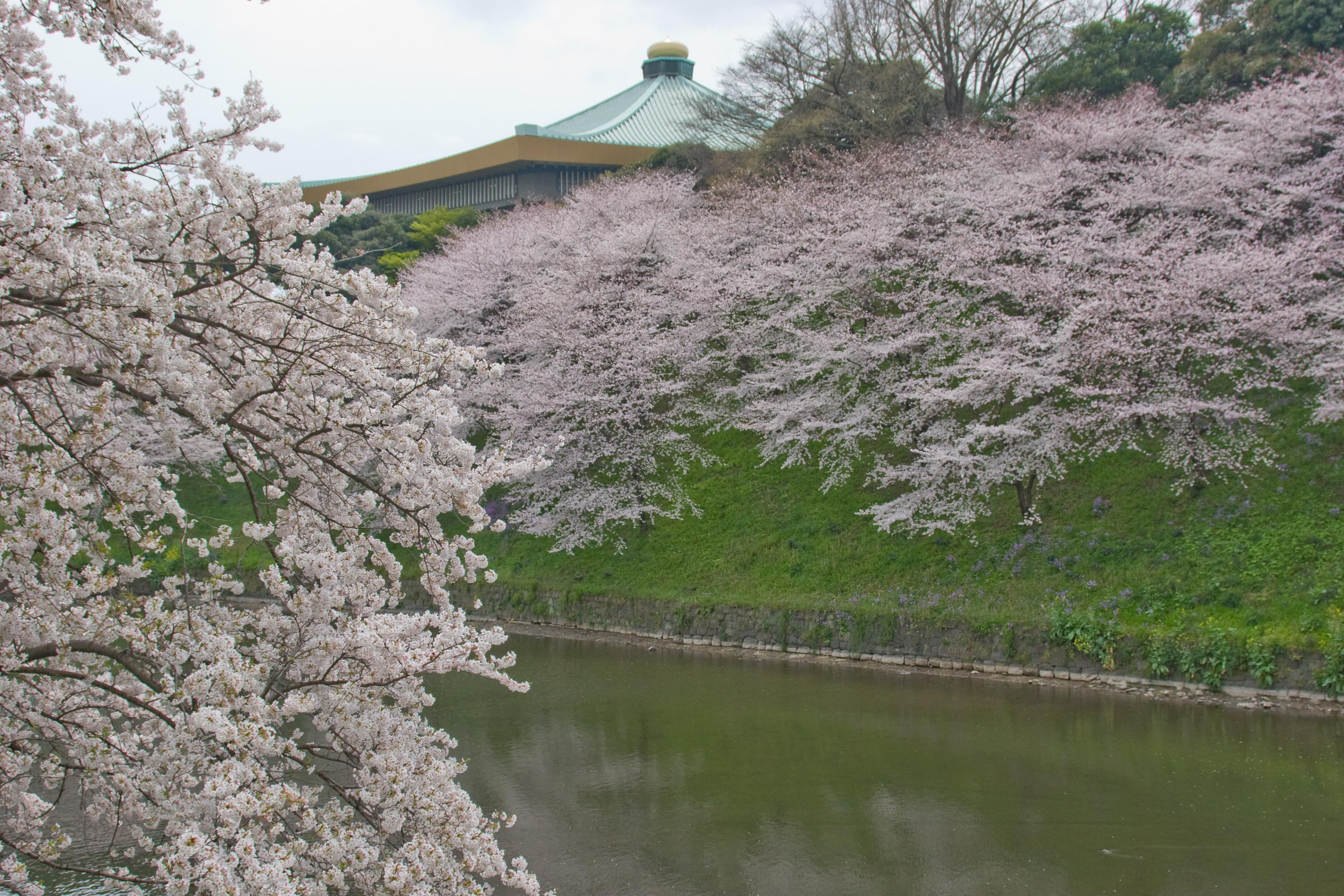
Nippon budōkan.

Chiyoda compte plusieurs salles d'expositions et d'événements dont le Nippon budōkan, le Tokyo International Forum et le théâtre national du Japon.